# Список ныне живущих архиереев православной церкви
В списке представлены ныне живущие архиереи сообщества 17 автокефальных православных церквей, из которых 14 являются общепризнанными и три частично признанными.
Епископат православной церкви насчитывает (на 19 августа 2025 года) 1199 человек (из них 5 под запретом):
Список составлен в порядке старшинства епископской хиротонии (первая дата в скобках после имени). Если несколько хиротоний состоялись в один и тот же день, то епископы следуют согласно диптиха.
Старейший по епископской хиротонии архиерей во всей полноте православной церкви — пребывающий на покое митрополит Филарет (Денисенко) (ПЦУ; хиротонисан 4 февраля 1962 года).
Старейший по возрасту архиерей во всей полноте православной церкви — митрополит на покое, бывший Горно-Ливанский Георгий (Ходр) (Антиох. ПЦ; 102 года, родился 6 июля 1923 года).
Самый молодой по возрасту архиерей православной церкви — митрополит Мексиканский Иаков (Андриопулос) (КПЦ; родился в 1992)

### Условные сокращения (в алфавитном порядке)
- Алб. ПЦ — Албанская православная церковь[2] (6 архиереев, все из них действующие)
- Алекс. ПЦ — Александрийская православная церковь[3] (54 архиерея, из них 49 действующих и 5 на покое)
- Антиох. ПЦ — Антиохийская православная церковь[4] (44 архиерея, из них 41 действующий и 3 на покое)[1]
- БПЦ — Болгарская православная церковь[5] (36 архиереев, из них 34 действующих и 2 на покое)
- ГПЦ — Грузинская православная церковь[6] (42 архиерея, из них 40 действующих, 1 на покое и ещё 1 под запретом)
- ИПЦ — Иерусалимская православная церковь[7] (21 архиерей, все из них действующие)
- Кипр. ПЦ — Кипрская православная церковь[8] (18 архиереев, из них 16 действующих, 1 на покое и 1 под запретом)
- КПЦ — Константинопольская православная церковь[9] (153 архиерея, из них 136 действующих, 16 на покое и 1 под запретом)[10]
- МПЦ — Македонская православная церковь[11][12] (19 архиереев, из них 18 действующих и 1 на покое)
- ППЦ — Польская православная церковь[13] (12 архиереев, все из них действующие)
- ПЦА — Православная церковь в Америке[11][14] (18 архиереев, из них 15 действующих и 3 на покое)
- ПЦУ — Православная церковь Украины[11][15] (63 архиерея, из них 59 действующих и 4 на покое)
- ПЦЧС — Православная церковь Чешских земель и Словакии[16] (6 архиереев, из них 5 действующих и 1 на покое)
- РПЦ — Русская православная церковь[17] (485 архиерея, из них 418 действующих, 65 на покое и ещё 2 под запретом)
- Рум. ПЦ — Румынская православная церковь[18] (62 архиерея, из них 59 действующих и 3 на покое)
- СПЦ — Сербская православная церковь[19] (56 архиерев, из них 50 действующих и 6 на покое)
- ЭПЦ — Элладская православная церковь[20] (114 архиереев, из них 107 действующих и 7 на покое)[21]

### Условные обозначения
- этим шрифтом обозначены действующие предстоятели автокефальных церквей
- этим шрифтом обозначены архиереи, которые не лишены сана, но находятся под запретом

## Хронологический список ныне живущих архиереев

### Хиротонии 1962 года
1. Филарет (Денисенко), митрополит, бывший Киевский (ПЦУ, 4 февраля 1962[22]; на покое с 24 июня 2019)

### Хиротонии 1963 года
1. Илия (Гудушаури-Шиолашвили), католикос-патриарх всея Грузии (ГПЦ, 26 августа 1963; на кафедре с 23 декабря 1977)

### Хиротонии 1965 года
1. Ювеналий (Поярков), митрополит, бывший Крутицкий и Коломенский (РПЦ, 26 декабря 1965; на покое с 15 апреля 2021)

### Хиротонии 1967 года
1. Димитрий (Тракателлис), архиепископ, бывший Американский (КПЦ, 17 сентября 1967[23]; на покое с 11 мая 2019)

### Хиротонии 1968 года
1. Серафим (Рорис), митрополит Каристийский и Скиросский (ЭПЦ, 24 ноября 1968; на кафедре со дня хиротонии)
2. Герман (Тимофеев), митрополит, бывший Волгоградский и Камышинский (РПЦ, 6 декабря 1968; на покое с 28 декабря 2018)

### Хиротонии 1970 года
1. Георгий (Ходр), митрополит, бывший Библский и Ботрийский (Антиох. ПЦ, 15 февраля 1970; на покое с 27 апреля 2018)

### Хиротонии 1971 года
1. Пантелеимон (Склавос), митрополит Вриульский (КПЦ, 1 января 1971; на кафедре с 9 января 2018)
2. Серафим (Сигрист), епископ, бывший Сендайский (ПЦА, 19 декабря 1971[22]; на покое с 2 апреля 2009)

### Хиротонии 1972 года
1. Августин (Лабардакис), митрополит Германский (КПЦ, 26 марта 1972; на кафедре с 8 ноября 1980)
2. Афанасий (Папас), митрополит, бывший Халкидонский (КПЦ, 24 сентября 1972; на покое с 16 февраля 2021)

### Хиротонии 1973 года
1. Хризостом (Махериотис), митрополит, бывший Китийский (Кипр. ПЦ, 26 октября 1973; на покое с 19 июня 2019; под запретом с 13 июня 2023)
2. Платон (Удовенко), митрополит, бывший Феодосийский и Керченский (РПЦ, 16 декабря 1973; на покое с 25 июля 2024)
3. Дамиан (Самардзис), архиепископ Синайский, Фаранский и Раифский, предстоятель Синайской православной церкви (ИПЦ, 23 декабря 1973; на кафедре со дня хиротонии)
4. Варфоломей (Архондонис), архиепископ Константинополя — Нового Рима и Вселенский Патриарх (КПЦ, 25 декабря 1973; на кафедре с 22 октября 1991)

### Хиротонии 1974 года
1. Сотирий (Афанасулас), архиепископ Канадский (КПЦ, 27 января 1974; на кафедре с 15 марта 1979)

### Хиротонии 1975 года
1. Ириней (Афанасиадис), архиепископ, бывший Критский (КПЦ, 23 февраля 1975; на покое с 2 декабря 2021)
2. Ириней (Середний), митрополит Днепропетровский и Павлоградский (РПЦ, 27 июля 1975; на кафедре с 19 октября 1993)
3. Агафангел (Саввин), митрополит Одесский и Измаильский (РПЦ, 16 ноября 1975; на кафедре с 20 июня 1992)

### Хиротонии 1976 года
1. Тимофей (Севичу), архиепископ Арадский (Рум. ПЦ, 8 февраля 1976; на кафедре с 30 сентября 1984)
2. Кирилл (Гундяев), патриарх Московский и всея Руси (РПЦ, 14 марта 1976; на кафедре с 27 января 2009)
3. Валентин (Мищук), митрополит, бывший Оренбургский и Саракташский (РПЦ, 25 июля 1976; на покое с 22 октября 2015)
4. Хризостом (Синетос), титулярный митрополит Додонский, викарий Афинской архиепископии (ЭПЦ, 16 августа 1976; на кафедре с 13 октября 2011)
5. Амвросий (Ленис), митрополит, бывший Калавритский и Эгиалийский (ЭПЦ, 17 августа 1976; на покое с 26 августа 2019)

### Хиротонии 1977 года
1. Иезекииль (Кефалас), титулярный митрополит Дервский (КПЦ, 20 марта 1977; на кафедре со дня хиротонии)

### Хиротонии 1978 года
1. Хризостом (Анагностопулос), титулярный митрополит Родостольский (КПЦ, 22 апреля 1978; на кафедре со дня хиротонии)
2. Василий (Качавенда), епископ, бывший Зворницко-Тузланский (СПЦ, 25 июня 1978; на покое с 1 июня 2013)
3. Василий (Вадич), митрополит Сремский (СПЦ, 3 сентября 1978; на кафедре с 14 сентября 1986)
4. Ефрем (Милутинович), митрополит Баня-Лукский (СПЦ, 17 сентября 1978; на кафедре с 19 мая 1980)

### Хиротонии 1979 года
1. Лев (Макконен), архиепископ, бывший  Хельсинкский и всей Финляндии (КПЦ, 25 февраля 1979; на покое с 1 декабря 2024)
2. Илия (Ауди), митрополит Бейрутский (Антиох. ПЦ, 18 ноября 1979; на кафедре с 6 февраля 1980)
3. Савва (Грыцуняк), митрополит Варшавский и всея Польши (ППЦ, 25 ноября 1979; на кафедре с 31 мая 1998)
4. Илиан (Востряков), епископ, бывший Серпуховской, викарий Московской епархии (РПЦ, 25 ноября 1979; на покое с 17 февраля 1997)

### Хиротонии 1980 года
1. Лазарь (Швец), митрополит, бывший Симферопольский и Крымский (РПЦ, 18 апреля 1980; на покое с 11 октября 2023)
2. Мефодий (Немцов), митрополит Пермский и Кунгурский (РПЦ, 27 апреля 1980; на кафедре с 5 марта 2010)
3. Евстафий (Спилиотис), митрополит Монемвасийский и Спартский (ЭПЦ, 31 августа 1980; на кафедре со дня хиротонии)
4. Нафанаил (Попп), архиепископ Детройтский и Румынский (ПЦА, 15 ноября 1980; на кафедре с 17 ноября 1984)
5. Марк (Арндт), митрополит Берлинский и Германский (РПЦ, 30 ноября 1980[24]; на кафедре с 28 сентября 1982)
6. Иосиф (Босаков), митрополит Американский, Канадский и Австралийский (БПЦ, 7 декабря 1980; на кафедре с 19 декабря 1989)

### Хиротонии 1981 года
1. Анания (Джапаридзе), митрополит Манглисский и Тетрицкаройский (ГПЦ, 15 марта 1981; на кафедре c 25 декабря 1992)
2. Петр (Каревский), митрополит Преспанский и Пелагонийский (МПЦ, 14 июня 1981; на кафедре со дня хиротонии)
3. Иероним (Лиапис), архиепископ Афинский и всей Эллады (ЭПЦ, 4 октября 1981; на кафедре с 16 февраля 2008)

### Хиротонии 1982 года
1. Мефодий (Турнас), митрополит Бостонский (КПЦ, 18 июля 1982; на кафедре с 20 декабря 2002)
2. Вахтанг (Ахвледиани), титулярный митрополит Цуртавский (ГПЦ, 2 августа 1982; на кафедре с 11 октября 2013)
3. Климент (Капалин), митрополит Калужский и Боровский (РПЦ, 8 августа 1982; на кафедре с 20 июля 1990)

### Хиротонии 1983 года
1. Сергий (Фомин), митрополит, бывший Воронежский и Лискинский (РПЦ, 30 января 1983; на покое с 24 октября 2024)
2. Амвросий (Панайотидис), митрополит Карпатский и Касский (КПЦ, 19 июня 1983; на кафедре со дня хиротонии)
3. Зосима (Шиошвили), митрополит Цилканский и Душетский (ГПЦ, 11 октября 1983; на кафедре с 20 июля 1984)

### Хиротонии 1984 года
1. Исихий (Кондояннис), митрополит Капитолиадский (ИПЦ, 26 марта 1984; на кафедре с 10 ноября 1991)
2. Евсевий (Саввин), митрополит, бывший Псковский и Порховский (РПЦ, 1 апреля 1984; на покое с 14 мая 2018)
3. Хризостом (Каламатианос), митрополит Мифимнийский (ЭПЦ, 6 мая 1984; на кафедре со дня хиротонии)[25]
4. Лукиан (Пантелич), митрополит Будимский, управляющий Тимишоарской епархией (СПЦ, 1 июля 1984; на кафедре с 31 мая 2002)
5. Георгий (Джокич), епископ, бывший Канадский (СПЦ, 8 июля 1984; на покое с 20 мая 2015)
6. Илия (Кфури), митрополит Тирский и Сидонский (Сурский) (Антиох. ПЦ, 25 июля 1984; на кафедре с 24 июля 1995)

### Хиротонии 1985 года
1. Владимир (Иким), митрополит, бывший Омский и Таврический (РПЦ, 30 июня 1985; на покое с 11 октября 2023)
2. Никанор (Богунович), митрополит Банатский (СПЦ, 11 августа 1985; на кафедре с 19 мая 2003)
3. Антоний (Щерба), митрополит Иерапольский (КПЦ, 6 октября 1985[26]; на кафедре с 11 марта 1995)
4. Лонгин (Крчо), митрополит Новограчаницкий и Среднезападноамериканский (СПЦ, 20 октября 1985; на кафедре с 23 мая 1998)
5. Апостол (Вулгарис), титулярный митрополит Милетский (КПЦ, 3 ноября 1985; на кафедре со дня хиротонии)
6. Макарий (Павлидис), митрополит Анейский (КПЦ, 3 ноября 1985; на кафедре с 10 июля 2018)
7. Каллиник (Аргату), архиепископ Арджешский и Мушельский (Рум. ПЦ, 17 ноября 1985; на кафедре с 18 октября 1990)
8. Спиридон (Папагеоргиу), митрополит, бывший Халдийский, Херианский и Керасундский (КПЦ, 24 ноября 1985; на покое с 4 сентября 2000)
9. Нифон (Михэйцэ), архиепископ-митрополит Тырговиштский (Рум. ПЦ, 24 ноября 1985; на кафедре с 14 декабря 1999)
10. Григорий (Стефанов), митрополит Великотырновский (БПЦ, 22 декабря 1985; на кафедре с 27 февраля 1994)

### Хиротонии 1986 года
1. Исаия (Хронопулос), митрополит Листрский (КПЦ, 25 мая 1986; на кафедре с 23 марта 2024)
2. Галактион (Табаков), митрополит, бывший Старозагорский (БПЦ, 6 июля 1986; на покое с 28 сентября 2016)
3. Стефан (Веляновский), архиепископ Охридский и Македонский и митрополит Скопский (МПЦ, 12 июля 1986; на кафедре с 9 октября 1999)

### Хиротонии 1987 года
1. Стефан (Хараламбидис), митрополит Таллинский и всей Эстонии (КПЦ, 25 марта 1987; на кафедре с 9 марта 1999)
2. Симон (Ишунин), архиепископ Брюссельский и Бельгийский (РПЦ, 11 апреля 1987; на кафедре со дня хиротонии)
3. Алексий (Панайотопулос), митрополит, бывший Атлантский (КПЦ, 17 мая 1987; на покое с 1 декабря 2024)
4. Пантелеимон (Долганов), митрополит, бывший Ярославский и Ростовский (РПЦ, 17 мая 1987; на покое с 26 декабря 2019)
5. Митрофан (Кодич), митрополит Канадский (СПЦ, 12 июля 1987; на кафедре с 26 мая 2016)
6. Лев (Церпицкий), митрополит Новгородский и Старорусский (РПЦ, 1 ноября 1987; на кафедре с 20 июля 1990)

### Хиротонии 1988 года
1. Тимофей (Маргаритис), митрополит Вострский (ИПЦ, 21 февраля 1988; на кафедре с 12 февраля 1998)
2. Феофан (Хасапакис), архиепископ Герасский (ИПЦ, 19 марта 1988; на кафедре с 15 марта 1992)
3. Христофор (Пулец), архиепископ, бывший Пражский, митрополит Чешских земель и Словакии (ПЦЧС, 17 апреля 1988; на покое с 12 апреля 2013)
4. Игнатий (Димов), митрополит Плевенский (БПЦ, 19 июня 1988; на кафедре с 1 октября 1998)
5. Марк (Петровций), митрополит Хустский и Виноградовский (РПЦ, 28 июля 1988; на кафедре с 14 декабря 2007)
6. Георгий (Шаламберидзе), митрополит Ткибульский и Терджольский (ГПЦ, 14 октября 1988; на кафедре с 21 декабря 2006)
7. Нифон (Сайкали), титулярный митрополит Филиппопольский (Антиох. ПЦ, 13 ноября 1988; на кафедре со дня хиротонии)
8. Амвросий (Яаскеляйнен), митрополит, бывший Хельсинкский (КПЦ, 20 ноября 1988; на покое с 1 января 2018)
9. Иаков (Франдзис), митрополит Митилинский, Эресоский и Пломарионский (ЭПЦ, 20 ноября 1988; на кафедре со дня хиротонии)[25]
10. Игнатий (Алексиу), митрополит, бывший Артский (ЭПЦ, 21 ноября 1988; на покое с 7 сентября 2016)
11. Алексий (Кутепов), митрополит Тульский и Ефремовский (РПЦ, 1 декабря 1988; на кафедре с 7 октября 2002)
12. Сергий (Абад), митрополит Сантьягский и Чилийский (Антиох. ПЦ, 4 декабря 1988; на кафедре с 8 октября 1996)
13. Виктор (Олейник), митрополит, бывший Тверской и Кашинский (РПЦ, 4 декабря 1988; на покое с 14 июля 2018)
14. Анастасий (Меткин), митрополит, бывший Симбирский и Новоспасский (РПЦ, 11 декабря 1988; на покое с 30 августа 2019)

### Хиротонии 1989 года
1. Авель (Поплавский), архиепископ Люблинский и Холмский (ППЦ, 25 марта 1989 года; на кафедре со дня хиротонии)
2. Антоний (Черемисов), митрополит, бывший Орловский и Болховский (РПЦ, 22 апреля 1989; на покое с 26 февраля 2019)
3. Ионафан (Елецких), митрополит, бывший Тульчинский и Брацлавский (РПЦ, 23 апреля 1989; на покое с 23 октября 2024)
4. Сергий (Полеткин), митрополит , бывший Самарский и Новокуйбышевский (РПЦ, 5 мая 1989; на покое с 24 июля 2025)
5. Владимир (Кантарян), митрополит Кишинёвский и всея Молдовы (РПЦ, 21 июля 1989; на кафедре со дня хиротонии)
6. Александр (Кудряшов), митрополит Рижский и всея Латвии (РПЦ, 23 июля 1989; на кафедре с 27 октября 1990)
7. Димитрий (Дроздов), архиепископ Витебский и Оршанский (РПЦ, 23 июля 1989; на кафедре с 7 июля 1992)
8. Кириак (Георгопетрис), митрополит Назаретский, экзарх всея Галилеи (ИПЦ, 14 сентября 1989; на кафедре с 11 ноября 1991)
9. Александр (Могилёв), митрополит Астанайский и Казахстанский (РПЦ, 27 сентября 1989; на кафедре с 5 марта 2010)
10. Арсений (Епифанов), митрополит Липецкий и Задонский (РПЦ, 5 октября 1989; на кафедре с 9 июля 2019)
11. Димитрий (Бекярис), митрополит Гуменисский, Аксиопольский и Поликастрский (ЭПЦ, 15 октября 1989; на кафедре с 10 сентября 1991)[25]
12. Георгий (Калищук), архиепископ, бывший Виннипегский, митрополит Канады (КПЦ, 22 октября 1989[27]; на покое с 10 июля 2021)
13. Иосиф (Харкиолакис), митрополит Приконнисский (КПЦ, 3 декабря 1989; на кафедре с 24 июня 2008)

### Хиротонии 1990 года
1. Вадим (Лазебный), митрополит Ярославский и Ростовский (РПЦ, 4 февраля 1990; на кафедре с 26 декабря 2019)
2. Кассиан (Крэчун), архиепископ Нижнедунайский (Рум. ПЦ, 18 февраля 1990; на кафедре с 12 июля 1994)
3. Ириней (Месархакис), митрополит Ламбийский, Сивритский и Сфакийский (КПЦ, 22 февраля 1990; на кафедре со дня хиротонии)
4. Андрей (Андрейкуц), архиепископ Вадский и митрополит Клужский, Марамурешский и Сэлажский (25 февраля 1990; на кафедре с 18 марта 2011) (Рум. ПЦ, 25 февраля 1990; на кафедре с 18 марта 2011)
5. Даниил (Чоботя), архиепископ Бухарестский, митрополит Мунтенский и Добруджийский, наместник Кесарии Каппадокийской, митрополит Унгро-Влашский, патриарх всей Румынии (Рум. ПЦ, 4 марта 1990; на кафедре с 30 сентября 2007)
6. Филарет (Карагодин), архиепископ, бывший Пензенский и Кузнецкий (РПЦ, 11 марта 1990; на покое с 31 мая 2010)
7. Серафим (Жоантэ), архиепископ Германский и митрополит Центрально- и Северноевропейский (Рум. ПЦ, 11 марта 1990; на кафедре с 11 января 1994)
8. Андрей (Абрамчук), митрополит Галицкий (ПЦУ, 7 апреля 1990[28]; на кафедре со дня хиротонии)
9. Даниил (Ковальчук), митрополит, бывший Черновицкий и Буковинский (ПЦУ, 28 апреля 1990[28]; на покое с 7 ноября 2023)
10. Ириней (Булович), митрополит Бачский (СПЦ, 20 мая 1990; на кафедре с 24 декабря 1990)
11. Досифей (Мотика), митрополит Скандинавский (СПЦ, 22 мая 1990; на кафедре с 18 мая 2024)
12. Роман (Балащук), митрополит Винницкий и Брацлавский (ПЦУ, 22 мая 1990[28]; на кафедре с 14 ноября 1995)
13. Феодор (Хорефтакис), папа и патриарх Александрийский и всей Африки (Алек. ПЦ, 17 июня 1990; на кафедре с 24 октября 2004)
14. Порфирий (Скикос), титулярный митрополит Фиваидский (Алек. ПЦ, 17 июня 1990; на покое с 27 октября 2004)
15. Тихон (Емельянов), митрополит, бывший Владимирский и Суздальский (РПЦ, 19 августа 1990; на покое с 27 декабря 2024)
16. Никон (Васюков), митрополит Уфимский и Башкортостанский (РПЦ, 26 августа 1990; на кафедре со дня хиротонии)
17. Петр (Пэдурару), архиепископ Кишинёвский и митрополит Бессарабский, экзарх Новых Земель (Рум. ПЦ, 1 сентября 1990[22]; на кафедре с 3 октября 1995)[29]
18. Викентий (Морарь), митрополит Ташкентский и Узбекистанский (РПЦ, 2 сентября 1990; на кафедре с 27 июля 2011)
19. Лазарь (Пухало), архиепископ, бывший Оттавский и Канадский (ПЦА, 28 сентября 1990[30]; на покое с 17 июня 2002)
20. Мелитон (Карас), митрополит Филадельфийский (КПЦ, 28 октября 1990; на кафедре со дня хиротонии)
21. Ириней (Поп), архиепископ Алба-Юльский (Рум. ПЦ, 2 ноября 1990; на кафедре с 19 мая 2011)
22. Димитрий (Комматас), митрополит Принкипонисский (КПЦ, 4 ноября 1990; на кафедре с 19 апреля 2018)
23. Димитрий (Капалин), митрополит Тобольский и Тюменский (РПЦ, 4 ноября 1990; на кафедре со дня хиротонии)
24. Онуфрий (Березовский), митрополит Киевский и всея Украины (РПЦ, 9 декабря 1990; на кафедре с 17 августа 2014)

### Хиротонии 1991 года
1. Варсонофий (Судаков), митрополит Санкт-Петербургский и Ладожский (РПЦ, 8 февраля 1991; на кафедре с 19 марта 2014)
2. Сергий (Генсицкий), митрополит Тернопольский и Кременецкий (РПЦ, 17 февраля 1991; на кафедре со дня хиротонии)
3. Каллиник (Думитриу), архиепископ Сучавский и Рэдэуцкий (Рум. ПЦ, 25 марта 1991; на кафедре с 21 июля 2020)
4. Серафим (Гинис), титулярный митрополит Севастийский (КПЦ, 31 марта 1991; на кафедре с 3 октября 2019)
5. Павел (Элдерсон), епископ, бывший Трахейский (РПЦ, 2 июня 1991[31]; на покое с 14 сентября 2019)[32][33]
6. Константин (Горянов), митрополит Петрозаводский и Карельский (РПЦ, 16 июня 1991; на кафедре с 5 мая 2015)
7. Хризостом (Евич), митрополит Дабро-Боснийский (СПЦ, 12 июля 1991; на кафедре с 26 мая 2017)
8. Константин (Джокич), епископ, бывший Среднеевропейский (СПЦ, 21 июля 1991; на покое с 14 декабря 2012)
9. Феофан (Саву), архиепископ Ясский и митрополит Молдавский и Буковинский (Рум. ПЦ, 15 сентября 1991; на кафедре с 5 марта 2008)
10. Иларион (Шукало), митрополит, бывший Донецкий и Мариупольский (РПЦ, 29 сентября 1991; на покое с 24 октября 2024)
11. Ириней (Попа), архиепископ Крайовский и митрополит Олтенийский (Рум. ПЦ, 6 октября 1991; на кафедре с 8 июля 2008)
12. Иоанн (Деревянка), епископ Парнасский (КПЦ, 27 октября 1991[26]; на покое с июля 2016)
13. Алексий (Мосхонас), архиепископ Тивериадский (ИПЦ, 23 ноября 1991; на кафедре с июня 1996)
14. Хризостом (Муниз Фрейре), архиепископ Рио-де-Жанейрский и Олинда-Ресифский (ППЦ, 15 декабря 1991; на кафедре с 1992)

### Хиротонии 1992 года
1. Иннокентий (Васильев), митрополит Виленский и Литовский (РПЦ, 26 января 1992; на кафедре с 24 декабря 2010)
2. Павел (Пономарёв), митрополит Крутицкий и Коломенский (РПЦ, 22 марта 1992; на кафедре с 15 апреля 2021)
3. Иов (Акиашвили), митрополит Урбнисский и Руисский (ГПЦ, 17 мая 1992; на кафедре с 21 октября 1996)
4. Даниил (Датуашвили), митрополит Чиатурский и Сачхерский (ГПЦ, 22 мая 1992; на кафедре c 21 декабря 2010)
5. Давид (Махарадзе), митрополит Алавердский (ГПЦ, 24 мая 1992; на кафедре с 1 сентября 1993)
6. Василий (Ессей), епископ, бывший Уичитский и Среднеамериканский (Антиох ПЦ, 31 мая 1992; на покое с 17 октября 2022)
7. Кирилл (Дмитриев), архиепископ Сан-Францисский и Западно-Американский (РПЦ, 7 июня 1992[24]; на кафедре с 17 октября 2000)
8. Иустин (Стефанович), митрополит Жичский (СПЦ, 1 июля 1992; на кафедре с 24 мая 2014)
9. Макарий (Тиллиридис), митрополит Найробский (Алекс. ПЦ, 25 июля 1992; на кафедре с 22 февраля 2001)
10. Антоний (Фиалко), митрополит Макаровский, викарий Киевской епархии (РПЦ, 27 июля 1992[34]; на кафедре с 23 мая 2023)
11. Феодор (Гаюн), митрополит Каменец-Подольский и Городокский (РПЦ, 5 августа 1992; на кафедре с 15 апреля 1997)
12. Ипполит (Хилько), епископ, бывший Хустский и Виноградовский (РПЦ, 16 августа 1992; на покое с 14 декабря 2007)
13. Виссарион (Стретович), митрополит Овручский и Коростенский (РПЦ, 24 августа 1992; на кафедре с 22 июня 1993)
14. Питирим (Старинский), митрополит Николаевский и Очаковский (РПЦ, 26 августа 1992; на кафедре с 22 июня 1993)
15. Пахомий (Гачич), митрополит Враньский (СПЦ, 10 сентября 1992; на кафедре со дня хиротонии)
16. Дамаскин (Мансур), митрополит Сан-Паульский (Антиох. ПЦ, 14 сентября 1992; на кафедре с 1 октября 1997)
17. Августин (Маркевич), митрополит Белоцерковский и Богуславский (РПЦ, 20 сентября 1992; на кафедре с 20 июля 2012)
18. Вениамин (Пушкарь), митрополит, бывший Владивостокский и Приморский (РПЦ, 21 сентября 1992; на покое с 28 декабря 2018)
19. Авраам (Гармелия), митрополит Западноевропейский (ГПЦ, 25 декабря 1992; на кафедре с 17 октября 2002)

### Хиротонии 1993 года
1. Гурий (Шалимов), епископ, бывший Петропавловский и Булаевский (РПЦ, 14 января 1993; на покое с 30 мая 2014)
2. Владимир (Ладыка), митрополит Николаевский и Богоявленский (ПЦУ, 13 марта 1993[35]; на кафедре с 30 декабря 1993)
3. Герман (Моралин), митрополит Курский и Рыльский (РПЦ, 28 марта 1993; на кафедре с 17 августа 2004)
4. Иоанн (Попов), митрополит Белгородский и Старооскольский (РПЦ, 4 апреля 1993; на кафедре с 18 июля 1995)
5. Максимилиан (Лазаренко), архиепископ Песоченский и Юхновский (РПЦ, 10 апреля 1993; на кафедре с 30 мая 2014)
6. Пантелеимон (Кутовой), митрополит, бывший Красноярский и Ачинский (РПЦ, 2 мая 1993; на покое с 20 марта 2025)
7. Никон (Миронов), епископ, бывший Кудымкарский и Верещагинский (РПЦ, 21 июля 1993; на покое с 13 апреля 2021)
8. Иоанн (Тимофеев), митрополит Йошкар-Олинский и Марийский (РПЦ, 25 июля 1993; на кафедре со дня хиротонии)
9. Иоанн (Младенович), митрополит Шумадийский (СПЦ, 25 июля 1993; на кафедре с 31 мая 2002)
10. Иеремия (Ференс), архиепископ Аспендский (КПЦ, 19 сентября 1993[26]; на кафедре с 11 марта 1995)
11. Симон (Гетя), митрополит, бывший Орловский и Болховский (РПЦ, 3 октября 1993; на покое с 4 апреля 2019)
12. Анатолий (Гладкий), митрополит Полесский и Сарненский (РПЦ, 28 октября 1993; на кафедре с 30 марта 1999)
13. Ростислав (Девятов), митрополит Томский и Асиновский (РПЦ, 28 ноября 1993; на кафедре с 29 декабря 1998)

### Хиротонии 1994 года
1. Евмений (Тамиолакис), епископ Лефкийский, викарий Германской митрополии (КПЦ, 15 января 1994; на кафедре со дня хиротонии)
2. Александр (Решетняк), архиепископ Яготынский, викарий Киевской епархии (ПЦУ, 16 января 1994[35]; на кафедре с 7 ноября 2023)
3. Викентий (Грифони), епископ Слобозийский и Кэлэрашийский (Рум. ПЦ, 2 февраля 1994; на кафедре с 28 июня 2009)
4. Адриан (Старина), митрополит Богородский (ПЦУ, 6 февраля 1994[35]; на кафедре с 13 мая 2011)
5. Феодосий (Петреску), архиепископ Томисский (Рум. ПЦ, 3 апреля 1994; на кафедре с 8 апреля 2001)
6. Евгений (Решетников), митрополит Таллинский и всея Эстонии (РПЦ, 16 апреля 1994; на кафедре с 3 июня 2018)
7. Иустин (Ходя), епископ Марамурешский и Сатмарский (Рум. ПЦ, 17 апреля 1994; на кафедре с 27 декабря 2016)
8. Иннокентий (Петров), епископ Крупнишский (БПЦ, 19 мая 1994[36]; на кафедре с 11 декабря 2012)
9. Пантелеимон (Калпакидис), митрополит Веррийский, Наусский и Камбанийский (ЭПЦ, 29 мая 1994; на кафедре со дня хиротонии)[25]
10. Савва (Юрич), епископ, бывший Славонский (СПЦ, 17 июня 1994; на покое с 1 ноября 2013)
11. Игнатий (Мидич), митрополит Браничевский (СПЦ, 26 июня 1994; на кафедре со дня хиротонии)
12. Иоанн (Сележан), архиепископ Тимишоарский и митрополит Банатский (Рум. ПЦ, 20 июля 1994; на кафедре с 28 декабря 2014)
13. Гурий (Кузьменко), архиепископ, бывший Житомирский и Новоград-Волынский (РПЦ, 31 июля 1994; на покое с 10 февраля 2011)
14. Серафим (Зализницкий), митрополит, бывший Ивано-Франковский и Коломыйский (РПЦ, 1 августа 1994; на покое с 23 ноября 2022)
15. Изяслав (Карга), архиепископ Макаровский, викарий Киевской епархии (ПЦУ, 11 сентября 1994[35]; на кафедре с 13 мая 2017)

### Хиротонии 1995 года
1. Иоанн (Язиджи), патриарх Антиохийский и всего Востока (Антиох. ПЦ, 24 января 1995; на кафедре с 17 декабря 2012)
2. Василий (Мансур), митрополит Аккарский (Аркадийский) (Антиох. ПЦ, 24 января 1995; на кафедре с 17 июня 2008)
3. Моисей (Хури), епископ Дарайский, викарий патриарха Антиохийского (Антиох. ПЦ, 24 января 1995; на кафедре со дня хиротонии)
4. Дамаскин (Карпафакис), митрополит Дидимотихский, Орестиадский и Суфлийский (ЭПЦ, 27 января 1995; на кафедре с 12 октября 2009)[25]
5. Алексий (Врионис), митрополит Никейский (ЭПЦ, 29 января 1995; на кафедре со дня хиротонии)
6. Пантелеимон (Калафатис), митрополит Ксантийский и Перифеорийский (ЭПЦ, 29 января 1995; на кафедре со дня хиротонии)[25]
7. Димитрий (Хури), епископ бывший Габальский, викарий Лос-Анджелесской и Западноамериканской епархии (Антиох. ПЦ, 12 марта 1995; на покое с 2022)
8. Иосиф (Киквадзе), митрополит Шемокмедский (ГПЦ, 7 апреля 1995; на кафедре со дня хиротонии)
9. Исаия (Чантурия), митрополит Никозский и Цхинвальский (ГПЦ, 9 апреля 1995; на кафедре со дня хиротонии)
10. Серафим (Джоджуа), митрополит, бывший Боржомский и Бакурианский (ГПЦ, 20 апреля 1995; на покое с 25 апреля 2016)
11. Иерофей (Влахос), митрополит Навпактский и Свято-Власиевский (ЭПЦ, 19 июля 1995; на кафедре со дня хиротонии)
12. Евсевий (Пистолис), митрополит Самоский (ЭПЦ, 22 июля 1995; на кафедре со дня хиротонии)[25]
13. Наум (Илиевский), митрополит Струмицкий (МПЦ, 28 августа 1995; на кафедре со дня хиротонии)
14. Юстиниан (Овчинников), архиепископ Элистинский и Калмыцкий (РПЦ, 1 сентября 1995; на кафедре с 25 июля 2014)
15. Марк (Тужиков), митрополит Вятский и Слободской (РПЦ, 3 сентября 1995; на кафедре с 22 марта 2011)
16. Савва (Волков), архиепископ Тираспольский и Дубоссарский (РПЦ, 12 сентября 1995; на кафедре с 5 марта 2010)
17. Ириней (Иоаннидис), митрополит Мириотитский и Перистасийский (КПЦ, 21 ноября 1995; на кафедре с 4 сентября 2000)
18. Хризостом (Калаидзис), титулярный митрополит Мирский (КПЦ, 25 ноября 1995; на кафедре со дня хиротонии)
19. Апостол (Даниилидис), старец-митрополит Деркский (КПЦ, 26 ноября 1995; на кафедре с 29 августа 2011)
20. Зосима (Остапенко), архиепископ, бывший Соликамский и Чусовский (РПЦ, 24 декабря 1995; на покое с 24 июля 2025)

### Хиротонии 1996 года
1. Григорий (Бербичашвили), митрополит Потийский и Хобский (ГПЦ, 24 марта 1996; на кафедре со дня хиротонии)
2. Николай (Пачуашвили), митрополит Ахалкалакский, Кумурдойский и Карсский (ГПЦ, 29 марта 1996; на кафедре с 28 ноября 2002)
3. Никон (Васин), митрополит, бывший Липецкий и Задонский (РПЦ, 31 марта 1996; на покое с 9 июля 2019)
4. Василий (Караяннис), митрополит Константийский и Аммохостский (Кипр. ПЦ, 28 апреля 1996; на кафедре с 11 мая 2007)
5. Симеон (Шостацкий), митрополит Винницкий и Барский (ПЦУ, 4 мая 1996[22]; на кафедре с 15 декабря 2018)[29]
6. Георгий (Папахрисостому), архиепископ Новой Юстинианы и всего Кипра (Кипр. ПЦ, 26 мая 1996; на кафедре с 24 декабря 2022)
7. Гавриил (Чемодаков), архиепископ Монреальский и Канадский (РПЦ, 7 июля 1996[24]; на кафедре с 14 мая 2008)
8. Михаил (Донсков), архиепископ, бывший Мёдонский, викарий Западно-Европейской епархии (РПЦ, 12 июля 1996[24]; на покое с 1 февраля 2018)
9. Христодул (Мустакис), титулярный митрополит Авлонский (ЭПЦ, 28 июля 1996[37]; на покое с 2002)
10. Гурий (Апалько), архиепископ Новогрудский и Слонимский (РПЦ, 4 августа 1996; на кафедре со дня хиротонии)
11. Лаврентий (Стреза), архиепископ Сибиуский и митрополит Трансильванский (Рум. ПЦ, 11 августа 1996; на кафедре с 13 ноября 2005)
12. Галактион (Стынгэ), епископ Александрийский и Телеорманский (Рум. ПЦ, 1 сентября 1996; на кафедре со дня хиротонии)
13. Ефрем (Кицай), митрополит Криворожский и Никопольский (РПЦ, 13 сентября 1996; на кафедре со дня хиротонии)
14. Феодор (Чуадзе), митрополит Ахалцихский, Тао-Кларджетский и Лазский (ГПЦ, 27 октября 1996; на кафедре с ноября 1998)
15. Макарий (Малетич), митрополит Львовский (ПЦУ, 3 ноября 1996[28]; на кафедре с 5 февраля 2019)
16. Савва (Гигиберия), митрополит Хонский и Самтредский (ГПЦ, 4 ноября 1996; на кафедре со дня хиротонии)
17. Димитрий (Шиолашвили), митрополит Батумский и Лазский (ГПЦ, 8 ноября 1996; на кафедре со дня хиротонии)
18. Эммануил (Адамакис), старец-митрополит Халкидонский (КПЦ, 11 ноября 1996; на кафедре с 16 февраля 2021)
19. Антоний (Булухия), митрополит Ванский и Багдатский (ГПЦ, 11 ноября 1996; на кафедре со дня хиротонии)
20. Иоанн (Сиопко), митрополит Херсонский и Таврический (РПЦ, 13 декабря 1996[38]; на кафедре с 17 ноября 2018)
21. Никита (Лулиас), архиепископ Фиатирский (КПЦ, 14 декабря 1996; на кафедре с 12 июля 2019)

### Хиротонии 1997 года
1. Пантелеимон (Сархо), митрополит, бывший Оулуский (КПЦ, 16 марта 1997; на покое с 1 июня 2013)
2. Иоасаф (Василикив), митрополит Ивано-Франковский и Галицкий (ПЦУ, 6 апреля 1997[35]; на кафедре с 28 октября 1997)
3. Афанасий (Феохарус), митрополит Колонийский (КПЦ, 12 апреля 1997; на кафедре с 21 января 2021)
4. Павел (Лебедь), митрополит Вышгородский и Чернобыльский, викарий Киевской епархии (РПЦ, 19 апреля 1997; на кафедре со дня хиротонии)
5. Иов (Смакоуз), архиепископ Шумский, викарий Тернопольской епархии (РПЦ, 22 июня 1997; на кафедре с 25 сентября 2018)
6. Ионафан (Цветков), архиепископ Абаканский и Хакасский (РПЦ, 1 августа 1997; на кафедре с 29 декабря 1999)
7. Феодосий (Бильченко), архиепископ, бывший Полоцкий и Глубокский (РПЦ, 10 августа 1997; на покое с 30 августа 2019)
8. Серафим (Киккотис), митрополит Зимбабвийский (Алекс. ПЦ, 28 сентября 1997; на кафедре с 7 октября 2010)
9. Виссарион (Бэлцат), епископ Тулчский (Рум. ПЦ, 12 октября 1997; на кафедре с 25 марта 2008)
10. Иаков (Тасев), епископ Месемврийский, викарий Русенской митрополии (БПЦ, 19 октября 1997[36]; на кафедре с 1 октября 1998)
11. Дамиан (Замараев), архиепископ, бывший Херсонский и Таврический (ПЦУ, 19 октября 1997[35]; на покое с 22 января 2018)
12. Савва (Эспер), архиепископ Нью-Йоркский, митрополит Северо-Американский (Антиох. ПЦ, 20 декабря 1997; на кафедре с 23 февраля 2023)

### Хиротонии 1998 года
1. Венедикт (Цекурас), митрополит Диокесарийский (ИПЦ, 9 февраля 1998; на кафедре с 25 сентября 2019)
2. Анатолий (Аксёнов), епископ, бывший Костанайский и Рудненский (РПЦ, 15 февраля 1998; на покое с 25 августа 2020)
3. Кирилл (Наконечный), митрополит Казанский и Татарстанский (РПЦ, 15 марта 1998; на кафедре с 8 декабря 2020)
4. Иосиф (Поп), архиепископ и митрополит Западно и Южноевропейский (Рум. ПЦ, 15 марта 1998; на кафедре со дня хиротонии)
5. Игнатий (Пологрудов), митрополит, бывший Аргентинский и Южноамериканский (РПЦ, 29 марта 1998; на покое с 11 марта 2020)
6. Герасим (Шарашенидзе), митрополит Зугдидский и Цаишский (ГПЦ, 29 марта 1998; на кафедре со дня хиротонии)
7. Иаков (Костючук), архиепископ Белостокский и Гданьский (ППЦ, 11 мая 1998; на кафедре с 22 мая 1999)
8. Григорий (Харкевич), архиепископ Бельский, викарий Варшавской и Бельской епархии (ППЦ, 12 мая 1998; на кафедре с 24 августа 2017)
9. Амвросий (де Альмейда Кубас), епископ Ресифский, викарий Рио-де-Жанейрской епархии (ППЦ, 20 июня 1998; на кафедре с 2002)
10. Димитрий (Кушелл), митрополит Ксанфский (КПЦ, 23 июня 1998; на покое с 2008)
11. Амвросий (Поликопа), митрополит Черниговский и Новгород-Северский (РПЦ, 28 июня 1998; на кафедре с 16 октября 2003)
12. Агафангел (Станковский), митрополит Повардарский (МПЦ, 12 июля 1998; на кафедре с 7 октября 2006)
13. Иоанн (Вранишковский), митрополит Крушевский и Демирхисарский (МПЦ, 19 июля 1998; на кафедре с 20 июня 2023)[39]
14. Иоанн (Пелюши), архиепископ Тиранский, Дурресский и всей Албании (Алб. ПЦ, 20 июля 1998; на кафедре с 16 марта 2025)
15. Иосиф (Македонов), митрополит Иваново-Вознесенский и Вичугский (РПЦ, 8 сентября 1998; на кафедре с 19 июля 2006)
16. Анатолий (Ботнарь), архиепископ Кагульский и Комратский (РПЦ, 12 сентября 1998; на кафедре со дня хиротонии)
17. Неофит (Масурас), митрополит Морфский (Кипр. ПЦ, 13 сентября 1998; на кафедре со для хиротонии)
18. Игнатий (Георгакопулос), митрополит Димитриадский и Алмирский (ЭПЦ, 10 октября 1998; на кафедре со дня хиротонии)
19. Дорофей (Леоварис), архиепископ Авилонский (ИПЦ, 12 октября 1998; на кафедре со дня хиротонии)
20. Давид (Тикарадзе), титулярный архиепископ Адишский (ГПЦ, 14 октября 1998; на кафедре с 11 октября 2013)
21. Дамаскин (Гаганьярас), архиепископ Иоппийский (ИПЦ, 18 октября 1998; на кафедре со дня хиротонии)
22. Андрей (Гвазава), митрополит Горийский и Атенский (ГПЦ, 18 октября 1998; на кафедре с 11 октября 2013)
23. Евлогий (Стамболджиев), епископ Адрианопольский, викарий Пловдивской митрополии (БПЦ, 18 октября 1998; на кафедре со дня хиротонии)
24. Аристарх (Перистерис), архиепископ Константинский (ИПЦ, 19 октября 1998; на кафедре со дня хиротонии)
25. Гавриил (Динев), митрополит Ловчанский (БПЦ, 19 октября 1998; на кафедре с 21 января 2001)
26. Иаков (Макарчук), архиепископ Дрогобычский и Самборский (ПЦУ, 8 ноября 1998[28]; на кафедре с 8 марта 2013)
27. Агапит (Бевцик), митрополит Могилёв-Подольский и Шаргородский (РПЦ, 22 ноября 1998; на кафедре с 5 января 2013)

### Хиротонии 1999 года
1. Иосиф (Балабанов), митрополит Улан-Удэнский и Бурятский (РПЦ, 31 января 1999; на кафедре с 25 августа 2020)
2. Афанасий (Николау), митрополит Лимасольский (Кипр. ПЦ, 14 февраля 1999; на кафедре со для хиротонии)
3. Софроний (Дринчек), епископ Орадский (Рум. ПЦ, 21 февраля 1999; на кафедре с 25 февраля 2007)
4. Николай (Писсарис), митрополит Детройтский (КПЦ, 3 апреля 1999; на кафедре со дня хиротонии)
5. Филарет (Мичевич), епископ, бывший Милешевский (СПЦ, 23 мая 1999; на покое с 23 мая 2015)
6. Фотий (Сладоевич), митрополит Зворницко-Тузланский (СПЦ, 30 мая 1999; на кафедре с 26 мая 2017)
7. Афанасий (Ракита), митрополит Милешевский (СПЦ, 31 мая 1999; на кафедре с 26 мая 2017)
8. Иоанникий (Мичович), митрополит Черногорский и Приморский (СПЦ, 3 июня 1999; на кафедре с 29 мая 2021)
9. Порфирий (Перич), архиепископ Печский, патриарх Сербский (СПЦ, 13 июня 1999; на кафедре с 18 февраля 2021)
10. Григорий (Дурич), митрополит Дюссельдорфский и всея Германии (СПЦ, 5 июля 1999; на кафедре с 10 мая 2018)
11. Тихон (Недосекин), епископ Видновский, викарий патриарха Московского и всея Руси (РПЦ, 10 августа 1999; на кафедре с 13 апреля 2021)
12. Феоклит (Кумарьянос), титулярный митрополит Вресфенский, викарий Афинской архиепископии (ЭПЦ, 14 октября 1999; на кафедре с 12 января 2006)
13. Гаттас (Хазим), митрополит Багдадский и Кувейтский (Антиох. ПЦ, 26 октября 1999; на кафедре с 8 октября 2014)
14. Корнилий (Онилэ), епископ, бывший Хушский (Рум. ПЦ, 21 ноября 1999; на покое с 18 августа 2017)
15. Феофилакт (Дзумеркас), старец-митрополит Кесарийский (Алекс. ПЦ, 26 ноября 1999; на кафедре с 15 февраля 2024)
16. Сергий (Киккотис), митрополит Мыса Доброй Надежды (Алекс. ПЦ, 27 ноября 1999; на кафедре со дня хиротонии)
17. Афанасий (Киккотис), митрополит Киринский (Алекс. ПЦ, 28 ноября 1999; на кафедре со дня хиротонии)
18. Алексий (Леондаритис), титулярный митрополит Диавлийский, викарий Афинской архиепископии (ЭПЦ, 29 ноября 1999[40]; на кафедре с 10 октября 2016)
19. Пантелеимон (Ламбадариос), титулярный митрополит Антинойский (Алекс. ПЦ, 30 ноября 1999; на покое с 1 ноября 2006)
20. Иероним (Музейи), митрополит Кампальский (Алекс. ПЦ, 11 декабря 1999; на кафедре с 12 января 2022)

### Хиротонии 2000 года
1. Серафим (Цудзиэ), архиепископ Токийский, митрополит всея Японии (РПЦ, 15 января 2000; на кафедре с 28 сентября 2023)
2. Даниил (Пурцуклис), митрополит Кесарьянский, Виронский и Имиттский (ЭПЦ, 22 января 2000; на кафедре со дня хиротонии)
3. Феоклит (Пассалис), митрополит, бывший Флоринский, Преспийский и Эордейский (ЭПЦ, 23 января 2000; на покое с 25 августа 2023)[25]
4. Евстафий (Евдокимов), архиепископ, бывший Александровский и Юрьев-Польский (РПЦ, 30 января 2000; на покое с 14 мая 2018)
5. Меркурий (Иванов), митрополит Ростовский и Новочеркасский (РПЦ, 6 февраля 2000; на кафедре с 27 июля 2011)
6. Феодорит (Полизогопулос), титулярный митрополит Лаодикийский (КПЦ, 9 марта 2000; на кафедре с 29 августа 2018)
7. Онуфрий (Легкий), митрополит Харьковский и Богодуховский (РПЦ, 22 апреля 2000; на кафедре с 8 мая 2012)
8. Иоаким (Джосану), архиепископ Романский и Бузэуский (Рум. ПЦ, 1 мая 2000; на кафедре с 4 января 2015)
9. Димитрий (Рудюк), митрополит Львовский и Сокальский (ПЦУ, 16 июля 2000[35]; на кафедре с 27 июля 2010)
10. Климент (Кущ), митрополит Симферопольский и Крымский (ПЦУ, 23 июля 2000[35]; на кафедре со дня хиротонии)
11. Феолипт (Фенерлис), митрополит Иконийский (КПЦ, 10 сентября 2000; на кафедре со дня хиротонии)
12. Лукиан (Мик), епископ Карансебешский (Рум. ПЦ, 1 октября 2000; на кафедре с 26 февраля 2006)
13. Петроний (Флоря), епископ, бывший Сэлажский (Рум. ПЦ, 1 октября 2000; на покое с 6 февраля 2025)
14. Макарий (Дулуфакис), митрополит Гортинский и Аркадийский (КПЦ, 8 октября 2000; на кафедре с 26 мая 2005)
15. Иоанн (Сакеллариу), титулярный митрополит Фермопильский, викарий Афинской архиепископии (ЭПЦ, 14 октября 2000; на кафедре со дня хиротонии)
16. Амвросий (Мелякэ), епископ Джурджуский (Рум. ПЦ, 15 октября 2000; на кафедре с 9 апреля 2006)
17. Афанасий (Хадзопулос), титулярный митрополит Ахайский, бывший викарий Афинской архиепископии (ЭПЦ, 15 октября 2000; на покое с 4 октября 2023)
18. Павел (Язиджи), титулярный митрополит Амидийский (Антиох. ПЦ, 20 октября 2000; на кафедре с 7 октября 2021)[41][42]
19. Михаил (Зинкевич), митрополит Луцкий и Волынский (ПЦУ, 22 октября 2000[35]; на кафедре с 18 мая 2004)
20. Владимир (Мороз), митрополит Почаевский, викарий Киевской епархии (РПЦ, 3 декабря 2000; на кафедре со дня хиротонии)
21. Пантелеимон (Бащук), архиепископ Бучанский, викарий Киевской епархии (РПЦ, 24 декабря 2000; на кафедре с 29 января 2016)

### Хиротонии 2001 года
1. Никодим (Коракис), митрополит Кассандрийский (ЭПЦ, 13 января 2001; на кафедре со дня хиротонии)[25]
2. Ефрем (Стенакис), митрополит Идрский, Спецонский и Эгинский (ЭПЦ, 14 января 2001; на кафедре со дня хиротонии)
3. Серафим (Мендзелопулос), митрополит Пирейский (ЭПЦ, 21 января 2001[31]; на кафедре с 19 марта 2006)
4. Софроний (Ющук), архиепископ Могилёвский и Мстиславский (РПЦ, 4 февраля 2001; на кафедре с 7 октября 2002)
5. Никандр (Паливос), титулярный митрополит Иринопольский (КПЦ, 25 февраля 2001; на кафедре с 3 октября 2019)
6. Георгий (Владимиру), митрополит Гвинейский (Алекс. ПЦ, 4 марта 2001; на кафедре с 21 ноября 2012)
7. Николай (Антониу), митрополит Гермопольский (Алекс. ПЦ, 11 марта 2001; на кафедре со дня хиротонии)
8. Севастиан (Пашкану), епископ Слатининский и Романацкий (Рум. ПЦ, 25 марта 2001; на кафедре с 25 марта 2008)
9. Даниил (Стоенеску), епископ, бывший Денсушский, викарий Девской и Хунедоарской епископии (Рум. ПЦ, 1 апреля 2001; на покое с 9 февраля 2023)
10. Николай (Сораич), епископ, бывший Ситкинский, Анкориджский и Аляскинский (РПЦ, 22 апреля 2001[43]; на покое с 24 марта 2014)
11. Серафим (Мелконян), митрополит Балтийский и Светлогорский (РПЦ, 19 мая 2001; на кафедре с 21 октября 2016)
12. Тарасий (Антонопулос), митрополит Родопольский (КПЦ, 3 июня 2001; на кафедре с 29 ноября 2019)
13. Николай (Севастиянов), митрополит Пловдивский (БПЦ, 7 июля 2001; на кафедре с 11 февраля 2007)
14. Никодим (Николэеску), епископ Северинский и Стрехайский (Рум. ПЦ, 19 августа 2001; на кафедре с 25 апреля 2004)
15. Александр (Агриков), митрополит Брянский и Севский (РПЦ, 2 сентября 2001; на кафедре с 28 декабря 2011)
16. Варсонофий (Годжеску), архиепископ Рымникский (Рум. ПЦ, 30 сентября 2001; на кафедре с 8 июня 2014)
17. Феолог (Апостолидис), митрополит Серрейский и Нигрицкий (ЭПЦ, 14 октября 2001; на кафедре с 16 мая 2003)[25]
18. Силуан (Шпан), епископ Итальянский (Рум. ПЦ, 21 октября 2001; на кафедре с 8 мая 2008)
19. Андрей (Нанакис), митрополит Аркалохорийский, Кастелийский и Вианнский (КПЦ, 3 ноября 2001; на кафедре со дня хиротонии)
20. Даниил (Доровских), митрополит Курганский и Белозерский (РПЦ, 11 ноября 2001; на кафедре с 30 августа 2019)
21. Дорофей (Поликандриотис), митрополит Сироский, Тиноский, Андроский, Кеяский, Милоский, Дилоский и Миконоский (ЭПЦ, 15 декабря 2001; на кафедре со дня хиротонии)
22. Макарий (Филофеу), митрополит Сидирокастронский (ЭПЦ, 16 декабря 2001; на кафедре со дня хиротонии)[25]
23. Хризостом (Триандафиллу), митрополит Халкидский (ЭПЦ, 17 декабря 2001; на кафедре со дня хиротонии)
24. Филипп (Осадченко), митрополит Полтавский и Миргородский (РПЦ, 30 декабря 2001; на кафедре со дня хиротонии)

### Хиротонии 2002 года
1. Иларион (Алфеев), митрополит, бывший Будапештский и Венгерский (РПЦ, 14 января 2002; на покое с 27 декабря 2024)
2. Максим (Дмитриев), епископ Елецкий и Лебедянский (РПЦ, 20 января 2002; на кафедре с 29 мая 2013)
3. Савва (Зембиллас), митрополит Питтсбургский (КПЦ, 2 февраля 2002; на кафедре с 3 ноября 2011)
4. Герасим (Михалеас), митрополит Сан-Францисский (КПЦ, 9 февраля 2002; на кафедре с 22 февраля 2005)
5. Антоний (Паропулос), епископ Фасианский, викарий Американской архиепископии (КПЦ, 23 февраля 2002; на кафедре со дня хиротонии)
6. Никифор (Киккотис), митрополит Киккский и Тиллирийский (Кипр. ПЦ, 24 февраля 2002; правящий архиерей с 13 мая 2007)
7. Феогност (Гузиков), митрополит Каширский, викарий патриарха Московского и всея Руси (РПЦ, 31 марта 2002; на кафедре с 26 февраля 2019)
8. Иоанн (Хома), архиепископ Брестский и Кобринский (РПЦ, 31 марта 2002; на кафедре с 7 октября 2002)
9. Феодосий (Васнев), митрополит Тамбовский и Рассказовский (РПЦ, 21 апреля 2002; на кафедре с 26 декабря 2002)
10. Николай (Кондря), архиепископ Американский и митрополит двух Америк (Рум. ПЦ, 14 июля 2002; на кафедре с 30 октября 2016)
11. Киприан (Спиридон), архиепископ Бузэуский и Вранчский (Рум. ПЦ, 22 сентября 2002; на кафедре с 10 марта 2013)
12. Димитрий (Захаренгас), митрополит Иринопольский (Алекс. ПЦ, 6 октября 2002; на кафедре с 27 октября 2004)
13. Симеон (Куцас), митрополит Неасмирнский (ЭПЦ, 12 октября 2002; на кафедре со дня хиротонии)
14. Нектарий (Довас), митрополит Керкирский, Паксийский и Диапонтийский (ЭПЦ, 13 октября 2002; на кафедре со дня хиротонии)
15. Иоиль (Франгакос), митрополит Эдесский, Пеллский и Алмопийский (ЭПЦ, 15 октября 2002; на кафедре со дня хиротонии)[25]
16. Петр (Цаава), митрополит, бывший Чкондидский (ГПЦ, 17 октября 2002; смещён с кафедры и под запретом с 31 октября 2019)
17. Стефан (Калаиджишвили), митрополит Цагерский и Лентехский (ГПЦ, 27 октября 2002; на кафедре со дня хиротонии)
18. Иларион (Китиашвили), митрополит Местийский и Верхне-Сванетский (ГПЦ, 3 ноября 2002; на кафедре со дня хиротонии)
19. Сергий (Горобцов), митрополит Донецкий и Мариупольский (ПЦУ, 14 декабря 2002[35]; на кафедре с 26 ноября 2008)

### Хиротонии 2003 года
1. Епифаний (Артемис), митрополит, бывший Фирский, Аморгосский и Островов (ЭПЦ, 11 января 2003; на покое с 9 сентября 2021)
2. Дамаскин (Казанакис), титулярный митрополит Велестинонский, бывший викарий Афинской архиепископии (ЭПЦ, 12 января 2003; на покое с 25 августа 2023)
3. Агафангел (Харамантидис), титулярный митрополит Фанариотский, викарий Афинской архиепископии (ЭПЦ, 13 января 2003; на кафедре со дня хиротонии)
4. Пантелеимон (Кафрептидис), титулярный митрополит Коронейский, викарий Афинской архиепископии (ЭПЦ, 14 января 2003; на кафедре со дня хиротонии)
5. Георгий (Данилов), митрополит Нижегородский и Арзамасский (РПЦ, 2 февраля 2003; на кафедре со дня хиротонии)
6. Иоаким (Кондовас), митрополит Еленопольский (ИПЦ, 23 марта 2003[40]; на кафедре с 2 декабря 2016)
7. Иоанн (Яременко), митрополит Черкасский и Чигиринский (ПЦУ, 30 марта 2003[35]; на кафедре со дня хиротонии)
8. Всеволод (Матвиевский), епископ Славянский, викарий Донецкой епархии (ПЦУ, 6 апреля 2003[35]; на кафедре с 21 октября 2009)
9. Евангел (Курунис), митрополит Сардский (КПЦ, 10 мая 2003; на кафедре с 8 октября 2020 года)
10. Софиан (Пэтрунжел), епископ Брашовский, викарий Германской архиепископии (Рум. ПЦ, 11 мая 2003; на кафедре со дня хиротонии)
11. Иерофей (Цолиакос), митрополит Зихнийский и Неврокопийский (ЭПЦ, 17 мая 2003; на кафедре со дня хиротонии)[25]
12. Афинагор (Пекстадт), митрополит Бельгийский (КПЦ, 22 июня 2003; на кафедре с 27 ноября 2013)
13. Тихон (Иванов), епископ Тивериопольский (БПЦ, 6 июля 2003; на кафедре со дня хиротонии)
14. Кирилл (Михайлюк), епископ Ужгородский и Хустский (ПЦУ, 3 августа 2003[35]; на кафедре с 25 декабря 2014)
15. Лонгин (Корчагин), митрополит Симбирский и Новоспасский (РПЦ, 19 августа 2003; на кафедре с 25 августа 2020)
16. Евфимий (Лежава), архиепископ Гурджаанский и Велисцихский (ГПЦ, 24 августа 2003; на кафедре со дня хиротонии)
17. Лука (Ломидзе), архиепископ Сагареджойский и Ниноцминдский (ГПЦ, 27 августа 2003; на кафедре со дня хиротонии)
18. Иегудиил (Табатадзе), архиепископ Степанцминдский и Хевский (ГПЦ, 28 августа 2003; на кафедре c 21 декабря 2006)
19. Зинон (Иараджули), архиепископ Дманисский и Агарак-Таширский (ГПЦ, 30 августа 2003; на кафедре со дня хиротонии)
20. Шио (Муджири), митрополит Сенакский и Чхороцкуйский, местоблюститель патриаршего престола (ГПЦ, 7 сентября 2003; на кафедре со дня хиротонии)
21. Иоаким (Йовческий), епископ Делядровецкий и Илинденский (МПЦ, 30 ноября 2003[44]; на кафедре с 20 июня 2023)
22. Марк (Кимев), епископ Делчевский и Каменицкий (МПЦ, 7 декабря 2003[44]; на кафедре с 20 июня 2023)

### Хиротонии 2004 года
1. Марк (Головков), митрополит Рязанский и Михайловский (РПЦ, 14 января 2004; на кафедре с 22 октября 2015)
2. Тихон (Моллард), архиепископ Вашингтонский, митрополит всея Америки и Канады (ПЦА, 14 февраля 2004 ; на кафедре с 13 ноября 2012)
3. Кирилл (Койеракис), митрополит Родосский (КПЦ, 25 апреля 2004; на кафедре со дня хиротонии)
4. Хризостом (Авайянос), митрополит Элефтерупольский (ЭПЦ, 28 апреля 2004; на кафедре со дня хиротонии)[25]
5. Павел (Папалексиу), митрополит Сервийский и Козанский (ЭПЦ, 29 апреля 2004; на кафедре со дня хиротонии)[25]
6. Николай (Хадзиниколау), митрополит Месогейский и Лавриотикский (ЭПЦ, 30 апреля 2004; на кафедре со дня хиротонии)
7. Вениамин (Питерсон), архиепископ, бывший Сан-Францисский и Западный (ПЦА, 1 мая 2004; на покое с 15 июля 2025)
8. Мефодий (Срибняк), архиепископ Сумской и Ахтырский (ПЦУ, 6 июня 2004[35]; на кафедре со дня хиротонии)
9. Варфоломей (Кессидис), епископ Арианзский, викарий Германской митрополии (КПЦ, 10 июня 2004; на кафедре со дня хиротонии)
10. Феодосий (Шибалич), митрополит Рашско-Призренский (СПЦ, 20 июня 2004; на кафедре с 18 ноября 2010)
11. Иоанн (Пурич), епископ, бывший Нишский (СПЦ, 4 июля 2004; на покое с 26 мая 2016)
12. Максим (Василевич), епископ Западно-Американский (СПЦ, 18 июля 2004; на кафедре с 27 мая 2006)
13. Герасим (Попович), епископ Горнокарловацкий (СПЦ, 25 июля 2004; на кафедре со дня хиротонии)
14. Анфим (Кукуридис), митрополит Александрупольский (ЭПЦ, 9 октября 2004; на кафедре со дня хиротонии)[25]
15. Варнава (Тирис), митрополит Неапольский и Ставропольский (ЭПЦ, 10 октября 2004; на кафедре со дня хиротонии)[25]
16. Дамаскин (Папандреу), митрополит Йоханнесбургский и Преторийский (Алекс. ПЦ, 30 октября 2004; на кафедре с 7 октября 2010)
17. Эммануил (Кьяйас), митрополит Диоспольский (Алекс. ПЦ, 14 ноября 2004; на кафедре с 15 февраля 2024)
18. Игнатий (Сеннис), митрополит Антананаривский и Северомадагаскарский (Алекс. ПЦ, 14 ноября 2004; на кафедре со дня хиротонии)
19. Григорий (Стергиу), митрополит Камерунский (Алекс. ПЦ, 25 ноября 2004; на кафедре со дня хиротонии)
20. Фома (Джозеф), епископ Чарльстонский, Оклендский и Среднеатлантический (Антиох. ПЦ, 3 декабря 2004; на кафедре со дня хиротонии)
21. Александр (Муфаридж), епископ Оттавский, Восточной Канады и Верхнего Нью-Йорка (Антиох. ПЦ, 5 декабря 2004; на кафедре со дня хиротонии)
22. Марк (Мэймон), архиепископ Филадельфийский и Восточно-Пенсильванский (ПЦА, 5 декабря 2004[45]; на кафедре с 18 марта 2014)
23. Лаврентий (Мигович), архиепископ Луганский и Старобельский (ПЦУ, 13 декабря 2004[28]; на кафедре с 24 мая 2021)

### Хиротонии 2005 года
1. Арсений (Хейккинен), митрополит Куопиоский и Карельский (КПЦ, 23 января 2005; на кафедре с 29 ноября 2018)
2. Иларион (Рудник), митрополит Виннипегский (КПЦ, 29 января 2005; на кафедре с 22 июля 2022)
3. Савватий (Антонов), митрополит Чебоксарский и Чувашский (РПЦ, 30 января 2005; на кафедре с 25 августа 2020)
4. Стефан (Нещерет), архиепископ Гомельский и Жлобинский (РПЦ, 30 января 2005; на кафедре с 7 июня 2012)
5. Хризостом (Склифас), митрополит Патрский (ЭПЦ, 20 февраля 2005; на кафедре со дня хиротонии)
6. Феофил (Яннопулос), патриарх града Иерусалима и всей Палестины (ИПЦ, 27 февраля 2005; на кафедре с 22 августа 2005)
7. Амвросий (Ермаков), митрополит Тверской и Кашинский (РПЦ, 26 марта 2005; на кафедре с 25 августа 2020)
8. Тихон (Лобковский), архиепископ Майкопский и Адыгейский (РПЦ, 3 апреля 2005; на кафедре с 27 мая 2009)
9. Марк (Альрик), епископ Нямецкий, викарий Западно- и Южноевропейской митрополии (Рум. ПЦ, 7 мая 2005; на кафедре со дня хиротонии)
10. Паисий (Аравантинос), митрополит Леросский, Калимнский и Астипалейский (КПЦ, 21 мая 2005; на кафедре со дня хиротонии)
11. Евгений (Антонопулос), архиепископ Критский (КПЦ, 28 мая 2005; на кафедре с 11 января 2022)
12. Алексий (Пачеко-Вера), архиепископ Мексиканский (ПЦА, 28 мая 2005; на кафедре со дня хиротонии)
13. Панкратий (Жердев), епископ Троицкий, викарий патриарха Московского и всея Руси (РПЦ, 2 июня 2005; на кафедре со дня хиротонии)
14. Мефодий (Златанов), митрополит Американский и Канадский (МПЦ, 21 июня 2005; на кафедре с 22 июня 2006)
15. Серафим (Стергиулис), митрополит Китирский и Андикитирский (ЭПЦ, 2 июля 2005; на кафедре со дня хиротонии)
16. Амфилохий (Цукос), митрополит, бывший Ганский и Хорский (КПЦ, 9 июля 2005; на покое с 3 октября 2022)
17. Климент (Божиновский), епископ Хераклейский, викарий Преспанской и Пелагонийской митрополии (МПЦ, 12 июля 2005; на кафедре со дня хиротонии)
18. Пимен (Илиевский), митрополит Европейский (МПЦ, 2 октября 2005; на кафедре с 6 апреля 2006)
19. Амфилохий (Андроникакис), митрополит Кисамский и Селинский (КПЦ, 8 октября 2005; на кафедре со дня хиротонии)
20. Онуфрий (Хаврук), титулярный архиепископ Кицманский (ПЦУ, 30 октября 2005[35]; на кафедре с 2 февраля 2024)
21. Лука (Коваленко), митрополит Запорожский и Мелитопольский (РПЦ, 13 ноября 2005; на кафедре с 23 декабря 2010)
22. Петр (Мустяцэ), архиепископ Унгенский и Ниспоренский (РПЦ, 13 ноября 2005; на кафедре с 24 декабря 2010)
23. Арсений (Яковенко), митрополит Святогорский, викарий Киевской епархии (РПЦ, 5 декабря 2005; на кафедре со дня хиротонии)
24. Мефодий (Ливерис), архиепископ Фаворский (ИПЦ, 11 декабря 2005; на кафедре со дня хиротонии)
25. Андрей (Пешко), епископ Торонтский (КПЦ, 13 декабря 2005; на кафедре с 19 мая 2021)
26. Феодосий (Ханна), архиепископ Севастийский (ИПЦ, 24 декабря 2005; на кафедре со дня хиротонии)

### Хиротонии 2006 года
1. Михаил (Бондарчук), митрополит Винницкий и Тульчинский (ПЦУ, 1 января 2006[35]; на кафедре с 8 марта 2013)
2. Амвросий (Зографос), митрополит Корейский (КПЦ, 5 февраля 2006; на кафедре с 28 мая 2008)
3. Паисий (Георге), епископ Лугожский, викарий Тимишоарской архиепископии (Рум. ПЦ, 18 февраля 2006; на кафедре со дня хиротонии)
4. Нестор (Пысык), митрополит Тернопольский и Кременецкий (ПЦУ, 5 марта 2006[35]; на кафедре со дня хиротонии)
5. Иоанн-Кассиан (Тунару), епископ Канадский (Рум. ПЦ, 2 июля 2006; на кафедре с 28 октября 2016)
6. Иларион (Серафимовский), митрополит Брегалничский (МПЦ, 13 июля 2006; на кафедре с 22 августа 2006)
7. Ириней (Добриевич), епископ Восточноамериканский (СПЦ, 15 июля 2006; на кафедре с 26 мая 2016)
8. Мелетий (Егоренко), митрополит Черновицкий и Буковинский (РПЦ, 30 июля 2006; на кафедре с 16 сентября 2014)
9. Роман (Гаврилов), епископ Серпуховской, викарий патриарха Московского и всея Руси (РПЦ, 10 августа 2006; на кафедре с 13 апреля 2021)
10. Алексий (Гроха), митрополит Балтский и Ананьевский (РПЦ, 19 августа 2006; на кафедре с 20 декабря 2012)
11. Александр (Матрёнин), архиепископ Даугавпилсский и Резекненский (РПЦ, 19 августа 2006; на кафедре с 12 марта 2013)
12. Аристарх (Смирнов), митрополит Кемеровский и Прокопьевский (РПЦ, 20 августа 2006; на кафедре со дня хиротонии)
13. Феофилакт (Курьянов), архиепископ Пятигорский и Черкесский (РПЦ, 24 сентября 2006; на кафедре с 22 марта 2011)
14. Силуан (Муса), митрополит Горно-Ливанский (Библский) (Антиох. ПЦ, 15 октября 2006; на кафедре с 27 апреля 2018)
15. Гавриил (Рафтопулос), митрополит Леонтопольский (Алекс. ПЦ, 4 ноября 2006; на кафедре с 21 ноября 2012)
16. Никодим (Приангелос), митрополит Мемфисский (Алекс. ПЦ, 12 ноября 2006; на кафедре с 23 ноября 2013)
17. Феодор (Бубнюк), митрополит Полтавский и Кременчугский (ПЦУ, 12 ноября 2006[35]; на кафедре со дня хиротонии)
18. Николай (Хюка), митрополит Аполлонийский и Фиерский (Алб. ПЦ, 19 ноября 2006; на кафедре с 7 апреля 2016)
19. Антоний (Мердани), митрополит Эльбасанский (Алб. ПЦ, 21 ноября 2006; на кафедре с 7 апреля 2016)
20. Мелетий (Камилудис), митрополит Катангский (Алекс. ПЦ, 25 ноября 2006; на кафедре со дня хиротонии)
21. Геннадий (Стандзиос), митрополит Ливийский (Алекс. ПЦ, 26 ноября 2006; на кафедре с 15 февраля 2024)
22. Антоний (Паканич), митрополит Бориспольский и Броварский (РПЦ, 26 ноября 2006; на кафедре с 25 сентября 2013)
23. Елисей (Ганаба), архиепископ Гаагский и Нидерландский (РПЦ, 26 ноября 2006; на кафедре с 28 декабря 2017)
24. Феодор (Димитриу), митрополит Илиопольский (Алекс. ПЦ, 27 ноября 2006; на кафедре с 6 октября 2009)
25. Димитрий (Кандзавелос), епископ Мокисский, бывший викарий Чикагской митрополии (КПЦ, 9 декабря 2006; на покое с 15 марта 2023)
26. Матфей (Шевчук), архиепископ Владимирский и Нововолынский (ПЦУ, 17 декабря 2006[35]; на кафедре с 23 января 2017)
27. Ефрем (Гамрекелидзе), архиепископ Болнисский (ГПЦ, 21 декабря 2006; на кафедре со дня хиротонии)
28. Спиридон (Абуладзе), архиепископ Схалтский (ГПЦ, 24 декабря 2006; на кафедре со дня хиротонии)

### Хиротонии 2007 года
1. Митрофан (Никитин), митрополит Горловский и Славянский (РПЦ, 28 января 2007; на кафедре со дня хиротонии)
2. Георгий (Паньковский), архиепископ Вроцлавский и Щецинский, военный ординарий Войска польского (ППЦ, 28 января 2007; на кафедре с 16 мая 2017)
3. Варнава (Филатов), архиепископ Макеевский, викарий Донецкой епархии (РПЦ, 11 февраля 2007; на кафедре с 18 октября 2007)
4. Сергий (Чашин), митрополит Сингапурский и Юго-Восточно-Азиатский, Патриарший экзарх Юго-Восточной Азии (РПЦ, 15 февраля 2007; на кафедре с 28 декабря 2018)
5. Маркелл (Михэеску), архиепископ Бельцкий и Фэлештский (РПЦ, 11 марта 2007; на кафедре со дня хиротонии)
6. Наум (Димитров), митрополит Русенский (БПЦ, 17 марта 2007; на кафедре с 23 марта 2014)
7. Хризостом (Ставропулос), митрополит Трифилийский и Олимпийский (ЭПЦ, 17 марта 2007; на кафедре со дня хиротонии)
8. Иоанн (Иванов), митрополит Варненский и Великопреславский (БПЦ, 18 марта 2007; на кафедре с 22 декабря 2013)
9. Хризостом (Савватос), митрополит Мессинийский (ЭПЦ, 18 марта 2007; на кафедре со дня хиротонии)
10. Сионий (Радев), епископ Величский (БПЦ, 24 марта 2007; на кафедре со дня хиротонии)
11. Елисей (Иванов), митрополит, бывший Изюмский и Купянский (РПЦ, 31 марта 2007; на покое с 23 ноября 2022)
12. Паисий (Мартынюк), архиепископ Перемышльский и Горлицкий (ППЦ, 13 апреля 2007; на кафедре с 25 августа 2016)
13. Серафим (Белоножко), епископ Бобруйский и Быховский (РПЦ, 22 апреля 2007; на кафедре со дня хиротонии)
14. Поликарп (Ставропулос), митрополит Италийский (КПЦ, 6 мая 2007; на кафедре с 14 января 2021)
15. Христофор (Циаккас), епископ Карпасийский, викарий архиепископии Новой Юстинианы (Кипр. ПЦ, 3 июня 2007; на кафедре со для хиротонии)
16. Никодим (Горенко), митрополит Житомирский и Новоград-Волынский (РПЦ, 4 июня 2007; на кафедре с 14 июня 2011)
17. Николай (Тимиадис), епископ Амафунтский, викарий Лимасольской митрополии (Кипр. ПЦ, 10 июня 2007; на кафедре со для хиротонии)
18. Владимир (Мельник), митрополит Владимир-Волынский и Ковельский (РПЦ, 11 июня 2007; на кафедре с 14 июня 2011)
19. Исаия (Киккотис), митрополит Тамасский и Оринисский (Кипр. ПЦ, 11 июня 2007; на кафедре со для хиротонии)
20. Давид (Нинов), епископ Дремвицкий, викарий Скопской митрополии (МПЦ, 17 июня 2007[44]; на кафедре с 20 июня 2023)
21. Епифаний (Махериотис), титулярный епископ Лидрский (Кипр. ПЦ, 23 июня 2007; на кафедре со для хиротонии)
22. Леонтий (Энглистриотис), титулярный епископ Хитронский (Кипр. ПЦ, 24 июня 2007; на кафедре со для хиротонии)
23. Силуан (Мэнуйлэ), епископ Венгерский (Рум. ПЦ, 8 июля 2007; на кафедре со дня хиротонии)
24. Варнава (Ставровуниотис), митрополит Тримифунтский (Кипр. ПЦ, 21 июля 2007; на кафедре со для хиротонии)
25. Георгий (Странский), архиепископ Михаловский и Кошицкий (ПЦЧС, 30 сентября 2007 года; на кафедре со дня хиротонии)
26. Пантелеимон (Луговой), митрополит Уманский и Звенигородский (РПЦ, 19 октября 2007; на кафедре с 29 января 2016)
27. Порфирий (Махериотис), титулярный епископ Неапольский (Кипр. ПЦ, 27 октября 2007; на кафедре со для хиротонии)
28. Серафим (Демьянив), архиепископ Яготинский, викарий Киевской епархии (РПЦ, 16 ноября 2007; на кафедре со дня хиротонии)
29. Евлогий (Гутченко), митрополит Сумской и Ахтырский (РПЦ, 25 ноября 2007; на кафедре с 17 ноября 2008)
30. Иоасаф (Губень), митрополит Васильковский, викарий Киевской епархии (РПЦ, 16 декабря 2007; на кафедре с 23 ноября 2022)
31. Александр (Драбинко), митрополит Переяславский и Вишневский (ПЦУ, 19 декабря 2007[22]; на кафедре со дня хиротонии)[29]
32. Феодор (Мамасуев), митрополит Мукачевский и Ужгородский (РПЦ, 23 декабря 2007; на кафедре со дня хиротонии)

### Хиротонии 2008 года
1. Нектарий (Цилис), митрополит Гонконгский (КПЦ, 20 января 2008; на кафедре со дня хиротонии)
2. Даниил (Николов), патриарх Болгарский, митрополит Софийский (БПЦ, 20 января 2008; на кафедре с 30 июня 2024)
3. Леонид (Филь), епископ Туровский и Мозырский (РПЦ, 12 февраля 2008; на кафедре с 7 июня 2012)
4. Кирилл (Катерелос), митрополит Кринийский, экзарх Мальты (КПЦ, 24 февраля 2008; на кафедре с 16 февраля 2021)
5. Киприан (Казанджиев), митрополит Старозагорский (БПЦ, 3 марта 2008; на кафедре с 11 декабря 2016)
6. Борис (Добрев), епископ Агафоникийский (БПЦ, 22 марта 2008; на покое с 19 февраля 2014)
7. Никодим (Чибисов), митрополит Новосибирский и Бердский (РПЦ, 23 марта 2008; на кафедре с 28 декабря 2018)
8. Антоний (Михалев), митрополит Западно- и Среднеевропейский (БПЦ, 23 марта 2008; на кафедре с 27 октября 2013)
9. Григорий (Хадзиураниу), титулярный епископ Месаорийский (Кипр. ПЦ, 30 марта 2008; на кафедре со дня хиротонии)
10. Игнатий (Карагёзов), епископ Проватский, викарий Сливенской митрополии (БПЦ, 6 апреля 2008; на кафедре со дня хиротонии)
11. Михаил (Филимон), епископ Австралийский и Новозеландский (Рум. ПЦ, 27 апреля 2008; на кафедре со дня хиротонии)
12. Макарий (Дрэгой), епископ Североевропейский (Рум. ПЦ, 2 мая 2008; на кафедре со дня хиротонии)
13. Даниил (Зелинский), архиепископ Памфилийский, глава Западной епархии УПЦ в США (КПЦ, 10 мая 2008; на кафедре со дня хиротонии)
14. Иларион (Процик), митрополит Ровенский и Острожский (ПЦУ, 14 мая 2008[35]; на кафедре с 23 января 2012)
15. Антоний (Боровик), епископ, бывший Угольский, викарий Хустской епархии (РПЦ, 18 мая 2008; на покое с 3 апреля 2019)
16. Тимофей (Лауран), епископ Испанский и Португальский (Рум. ПЦ, 25 мая 2008; на кафедре со дня хиротонии)
17. Евстратий (Зоря), митрополит Белоцерковский (ПЦУ, 25 мая 2008[35]; на кафедре с 2 февраля 2023)
18. Иероним (Чернышов), епископ, бывший Орловский и Ливенский (РПЦ, 2 июня 2008; на покое с 27 мая 2009)
19. Иоанн (Берзинь), епископ Каракасский и Южно-Американский (РПЦ, 21 июня 2008; на кафедре со дня хиротонии)
20. Феофил (Манолатос), митрополит Лефкасский и Итакский (ЭПЦ, 27 июня 2008; на кафедре со дня хиротонии)
21. Георгий (Мандзуранис), митрополит Фиванский, Левадийский и Авлидский (ЭПЦ, 28 июня 2008; на кафедре со дня хиротонии)
22. Каллиник (Деменопулос), митрополит Паронаксийский (ЭПЦ, 30 июня 2008; на кафедре со дня хиротонии)
23. Андрей (Молдован), епископ Ковасненский и Харгитский (Рум. ПЦ, 15 августа 2008; на кафедре с 15 февраля 2015)
24. Феодосий (Иващенко), епископ Сиэтлийский, викарий Сан-Францисской епархии (РПЦ, 7 сентября 2008; на кафедре со дня хиротонии)
25. Иоанн (Гамрекели), митрополит Кутаисский и Гаэнатский (ГПЦ, 14 сентября 2008; на кафедре с 31 октября 2019)
26. Нектарий (Спиру), митрополит Китийский (Кипр. ПЦ, 14 сентября 2008; на кафедре с 30 июля 2019)
27. Пантелеимон (Поворознюк), митрополит Луганский и Алчевский (РПЦ, 24 сентября 2008; на кафедре с 17 августа 2021)
28. Иона (Паффхаузен), митрополит, бывший архиепископ Вашингтонский, митрополит всея Америки и Канады (РПЦ, 1 ноября 2008[43]; на покое с 15 июня 2015)
29. Александр (Нестерчук), архиепископ Городницкий, викарий Киевской епархии (РПЦ, 16 ноября 2008; на кафедре со дня хиротонии)
30. Иосиф (Масленников), митрополит, бывший Роменский и Бурынский (РПЦ, 18 ноября 2008; на покое с 23 ноября 2022)
31. Нектарий (Фролов), епископ, бывший Талдыкорганский, викарий Астанайской епархии (РПЦ, 20 ноября 2008; на покое с 24 сентября 2021)
32. Владимир (Орачёв), митрополит Каменской и Царичанский (РПЦ, 22 ноября 2008; на кафедре с 23 декабря 2010)
33. Георгий (Шейфер), архиепископ Сиднейский и Австралийско-Новозеландский (РПЦ, 7 декабря 2008; на кафедре с 21 сентября 2022)
34. Иероним (Шо), епископ, бывший Манхэттенский, викарий Восточно-Американской епархии (РПЦ, 10 декабря 2008; на покое с 10 июля 2013)

### Хиротонии 2009 года
1. Александр (Хопёрский), епископ Пярнуский и Сааремaaский (КПЦ, 12 января 2009; на кафедре со дня хиротонии)
2. Марк (Левкив), архиепископ Кропивницкий и Голованевский (ПЦУ, 1 февраля 2009[35]; на кафедре со дня хиротонии)
3. Иоаким (Грди), архиепископ Бероунский, викарий Пражской епархии (ПЦЧС, 14 февраля 2009 года; на кафедре с 14 марта 2015)
4. Нафанаил (Диакопанайотис), митрополит Косский и Нисиросский (КПЦ, 8 марта 2009; на кафедре со дня хиротонии)
5. Павел (Кравчук), архиепископ Тернопольский и Теребовлянский (ПЦУ, 29 марта 2009[35]; на кафедре со дня хиротонии)
6. Тихон (Зайцев), архиепископ Рузский, управляющий Берлинско-Германской епархией (РПЦ, 26 апреля 2009; на кафедре с 13 апреля 2021)
7. Мелхиседек (Хачидзе), епископ Маргветский и Убисский (ГПЦ, 3 мая 2009; на кафедре с 27 октября 2013)
8. Назарий (Лавриненко), епископ Кузнецкий и Никольский (РПЦ, 28 мая 2009; на кафедре с 24 августа 2023)
9. Владимир (Шлапак), архиепископ Житомирский и Полесский (ПЦУ, 21 июня 2009[28]; на кафедре с 10 июля 2015)
10. Мелхиседек (Плеска), архиепископ Питтсбургский и Западно-Пенсильванский (ПЦА, 27 июня 2009; на кафедре со дня хиротонии)
11. Лазарь (Гуркин), епископ Нарвский и Причудский, (РПЦ, 21 июля 2009; на кафедре с 30 мая 2011)
12. Ириней (Рошон), архиепископ Оттавский и Канадский (ПЦА, 1 октября 2009 ; на кафедре с 21 октября 2014 года)
13. Савва (Химонеттос), митрополит Нубийский (Алекс. ПЦ, 11 октября 2009; на кафедре с 24 ноября 2015)
14. Ефрем (Кириакос), митрополит Триполийский и Куринский (Антиох. ПЦ, 18 октября 2009; на кафедре со дня хиротонии)
15. Прокопий (Петридис), епископ Христианупольский, викарий Никейской митрополии (ЭПЦ, 18 октября 2009; на кафедре с 23 июня 2010)
16. Феоктист (Клукинас), митрополит Фокидский (ЭПЦ, 25 октября 2009; на кафедре с 25 июня 2014)
17. Каллиник (Коробокис), митрополит Артский (ЭПЦ, 26 октября 2009; на кафедре с 7 октября 2016)
18. Афанасий (Бахос), митрополит Элеаский (ЭПЦ, 1 ноября 2009; на кафедре с 7 октября 2022)
19. Дорофей (Мурдзукос), епископ Элефсинский, викарий Мегарской и Саламинской митрополии (ЭПЦ, 7 ноября 2009; на кафедре со дня хиротонии)
20. Емилиан (Ника), епископ Кришанский, викарий Арадской архиепископии (Рум. ПЦ, 14 ноября 2009; на кафедре с 4 июля 2017)
21. Епифаний (Думенко), митрополит Киевский и всея Украины (ПЦУ, 15 ноября 2009[35]; на кафедре с 15 декабря 2018)
22. Афанасий (Шкурупий), архиепископ Харьковский и Изюмский (ПЦУ, 15 ноября 2009[28]; на кафедре со дня хиротонии)
23. Герман (Семанчук), архиепископ Каменец-Подольский и Новоушицкий (ПЦУ, 16 ноября 2009[28]; на кафедре с 2 февраля 2024)
24. Симеон (Зинкевич), митрополит Днепровский и Сичеславский (ПЦУ, 21 ноября 2009[35]; на кафедре со дня хиротонии)
25. Тихон (Петранюк), архиепископ Тернопольский и Бучачский (ПЦУ, 22 ноября 2009[35]; на кафедре с 19 сентября 2017)
26. Кирилл (Покровский), митрополит Ставропольский и Невинномысский (РПЦ, 29 ноября 2009; на кафедре с 22 марта 2011)
27. Климент (Родайкин), епископ Краснослободский и Темниковский (РПЦ, 2 декабря 2009; на кафедре с 30 мая 2011)
28. Евлогий (Пацан), архиепископ Новомосковский, викарий Днепропетровской епархии (РПЦ, 13 декабря 2009; на кафедре со дня хиротонии)
29. Марк (Гринчевский), титулярный епископ Дунаевецкий (ПЦУ, 17 декабря 2009[35]; на кафедре с 5 февраля 2019)
30. Варлаам (Мертикарю), епископ Плоештский, викарий Патриарха Румынского (Рум. ПЦ, 20 декабря 2009; на кафедре со дня хиротонии)

### Хиротонии 2010 года
1. Вениамин (Тупеко), митрополит Минский и Заславский, патриарший экзарх всея Белоруссии (РПЦ, 21 марта 2010; на кафедре с 25 августа 2020)
2. Михаил (Дахулич), архиепископ Нью-Йоркский и Нью-Джерсийский (ПЦА, 8 мая 2010; на кафедре со дня хиротонии)
3. Иаков (Якобашвили), епископ Бодбийский (ГПЦ, 9 мая 2010; на кафедре с 23 апреля 2012)
4. Афинагор (Дикеакос), митрополит Илийский, Ахарнонский и Петрупольский (ЭПЦ, 13 мая 2010; на кафедре со дня хиротонии)
5. Дионисий (Сифнеос), митрополит Закинфский (ЭПЦ, 13 мая 2010; на кафедре с 7 октября 2011)
6. Кирилл (Мисьякулис), митрополит Кифисийский, Амарусийский, Оропский и Марафонский (ЭПЦ, 14 мая 2010; на кафедре со дня хиротонии)
7. Илия (Быков), епископ Балахнинский, викарий Нижегородской епархии (РПЦ, 1 августа 2010; на кафедре с 25 декабря 2013)
8. Агапит (Гуменюк), архиепископ Вышгородский (ПЦУ, 8 августа 2010[35]; на кафедре с 2 февраля 2024)
9. Пантелеимон (Шатов), епископ Верейский, викарий патриарха Московского и всея Руси (РПЦ, 21 августа 2010; на кафедре с 13 апреля 2021)
10. Вениамин (Лихоманов), епископ Рыбинский и Романово-Борисоглебский (РПЦ, 22 августа 2010; на кафедре с 15 марта 2012)
11. Нестор (Сиротенко), митрополит Корсунский и Западноевропейский (РПЦ, 5 сентября 2010; на кафедре с 13 октября 2022)
12. Геннадий (Гоголев), епископ Каскеленский, викарий Астанайской епархии (РПЦ, 10 октября 2010; на кафедре со дня хиротонии)
13. Иоанн (Цафтаридис), митрополит Замбийский (Алекс. ПЦ, 17 октября 2010; на кафедре с 24 ноября 2015)
14. Григорий (Цветков), митрополит Врачанский (БПЦ, 29 октября 2010; на кафедре с 12 марта 2017)
15. Иоанн (Швец), епископ Белогородский, викарий Киевской епархии (ПЦУ, 29 октября 2010[28]; на кафедре с 5 февраля 2019)
16. Варнава (Сафонов), архиепископ Павлодарский и Экибастузский (РПЦ, 14 ноября 2010; на кафедре со дня хиротонии)
17. Владимир (Черпак), епископ Фастовский, викарий Киевской епархии (ПЦУ, 16 ноября 2010[28]; на кафедре с 5 февраля 2019)
18. Иннокентий (Ерохин), епископ Уссурийский, викарий Владивостокской епархии (РПЦ, 7 декабря 2010; на кафедре со дня хиротонии)
19. Никодим (Барановский), митрополит Северодонецкий и Старобельский (РПЦ, 25 декабря 2010; на кафедре с 5 января 2013)
20. Никодим (Вулпе), архиепископ Единецкий и Бричанский (РПЦ, 26 декабря 2010; на кафедре со дня хиротонии)

### Хиротонии 2011 года
1. Филарет (Кучеров), митрополит Львовский и Галицкий (РПЦ, 2 января 2011; на кафедре с 20 июля 2012)
2. Феодосий (Снигирёв), митрополит Черкасский и Каневский (РПЦ, 6 января 2011; на кафедре с 17 августа 2020)
3. Тихон (Доровских), митрополит Орловский и Болховский (РПЦ, 23 января 2011; на кафедре с 4 апреля 2019)
4. Филарет (Зверев), митрополит Новокаховский и Генический (РПЦ, 12 февраля 2011; на кафедре со дня хиротонии)
5. Адриан (Кулик), епископ, бывший титулярный Шепетовский (ПЦУ, 16 февраля 2011[28]; на покое с 22 ноября 2021)
6. Иаков (Цигунис), епископ Милитопольский, викарий Австралийской архиепископии (КПЦ, 20 февраля 2011; на кафедре со дня хиротонии)
7. Севастиан (Осокин), архиепископ Карагандинский и Шахтинский (РПЦ, 20 февраля 2011; на кафедре со дня хиротонии)
8. Стефан (Динидис), митрополит Галлипольский и Мадитский (КПЦ, 13 марта 2011; на кафедре со дня хиротонии)
9. Елпидифор (Ламбриниадис), архиепископ Американский (КПЦ, 20 марта 2011; на кафедре с 11 мая 2019)
10. Зиновий (Корзинкин), митрополит Саранский и Мордовский (РПЦ, 3 апреля 2011; на кафедре с 19 марта 2014)
11. Артемий (Снигур), митрополит Хабаровский и Приамурский (РПЦ, 10 апреля 2011; на кафедре с 28 декабря 2018)
12. Николай (Чашин), архиепископ Салехардский и Ново-Уренгойский (РПЦ, 17 апреля 2011; на кафедре с 30 мая 2011)
13. Герман (Камалов), епископ Сочинский и Туапсинский (РПЦ, 1 мая 2011; на кафедре с 28 декабря 2018)
14. Павел (Фокин), митрополит Ханты-Мансийский и Сургутский (РПЦ, 12 июня 2011; на кафедре со дня хиротонии)
15. Дионисий (Константинов), епископ, бывший Шепетовский и Славутский (РПЦ, 18 июня 2011; на покое с 23 декабря 2014)
16. Николай (Капустин), митрополит Кременчугский и Лубенский (РПЦ, 19 июня 2011; на кафедре со дня хиротонии)
17. Роман (Лукин), архиепископ Якутский и Ленский (РПЦ, 19 июня 2011; на кафедре со дня хиротонии)
18. Исаак (Баракат), митрополит Германский и Центральноевропейский (Антиох. ПЦ, 10 июля 2011; на кафедре с 15 октября 2013)
19. Игнатий (Самаан), митрополит Мексиканский (Антиох. ПЦ, 10 июля 2011; на кафедре с 4 октября 2017)
20. Николай (Баальбаки), митрополит Хамаский (Епифанийский) (Антиох. ПЦ, 10 июля 2011; на кафедре с 7 июня 2017)
21. Савва (Михеев), митрополит Вологодский и Кирилловский (РПЦ, 11 июля 2011; на кафедре с 25 августа 2020)
22. Афанасий (Фахд), митрополит Лаодикийский (Антиох. ПЦ, 17 июля 2011; на кафедре с 25 апреля 2018)
23. Димитрий (Шарбак), епископ Сафитский, викарий Аккарской митрополии (Антиох. ПЦ, 17 июля 2011; на кафедре со дня хиротонии)
24. Илия (Туме), епископ Аль-Хоснский, викарий Аккарской митрополии (Антиох. ПЦ, 17 июля 2011; на кафедре со дня хиротонии)
25. Игнатий (Аль-Хуши), митрополит Французский, Западной и Южной Европы (Антиох. ПЦ, 24 июля 2011; на кафедре с 15 октября 2013)
26. Давид (Перович), митрополит Крушевацкий (СПЦ, 24 июля 2011; на кафедре со дня хиротонии)
27. Константин (Кайял), епископ Хрисопольский, викарий патриарха Антиохийского (Антиох. ПЦ, 31 июля 2011; на кафедре со дня хиротонии)
28. Иоанн (Хайкал), епископ Пальмирский, викарий Германской и Центрально-Европейской митрополии (Антиох. ПЦ, 6 августа 2011; на кафедре со дня хиротонии)
29. Иннокентий (Яковлев), епископ, бывший Александровский и Юрьев-Польский (РПЦ, 19 августа 2011; на покое с 27 декабря 2024)
30. Игнатий (Депутатов), митрополит Саратовский и Вольский (РПЦ, 21 августа 2011; на кафедре с 25 августа 2020)
31. Афанасий (Яворский), архиепископ Одесский и Балтский (ПЦУ, 21 августа 2011[35]; на кафедре с 24 мая 2021)
32. Ефрем (Маалули), митрополит Веррийский и Александреттский (Алеппский) (Антиох. ПЦ, 28 августа 2011; на кафедре с 7 октября 2021)
33. Николай (Дутка), епископ Находкинский и Преображенский (РПЦ, 1 сентября 2011; на кафедре со дня хиротонии)
34. Серафим (Кузьминов), епископ Белёвский и Алексинский (РПЦ, 3 сентября 2011; на кафедре с 27 декабря 2011)
35. Иоанн (Чулибрк), епископ Пакрацко-Славонский (СПЦ, 4 сентября 2011; на кафедре с 24 мая 2014)
36. Иона (Черепанов), архиепископ Обуховский, викарий Киевской епархии (РПЦ, 10 сентября 2011; на кафедре со дня хиротонии)
37. Корнилий (Синяев), митрополит Архангельский и Холмогорский (РПЦ, 11 сентября 2011; на кафедре с 30 августа 2019)
38. Андрей (Тарасов), епископ, бывший Россошанский и Острогожский (РПЦ, 18 сентября 2011; на покое с 25 августа 2020)
39. Андрей (Чилерджич), епископ Швейцарский (СПЦ, 18 сентября 2011; на кафедре с 18 мая 2024)
40. Адриан (Ульянов), епископ, бывший Ржевский и Торопецкий (РПЦ, 21 сентября 2011; на покое с 20 марта 2025)
41. Николай (Субботин), епископ Салаватский и Кумертаусский (РПЦ, 27 сентября 2011; на кафедре с 16 марта 2012)
42. Марк (Василакис), митрополит Хиосский, Псарийский и Инусский (ЭПЦ, 8 октября 2011; на кафедре со дня хиротонии)[25]
43. Гавриил (Папаниколау), митрополит Неоионийский, Филадельфийский, Ираклийский и Халкидонский (ЭПЦ, 9 октября 2011; на кафедре с 10 октября 2014)
44. Иоанн (Павлихин), архиепископ Магаданский и Синегорский (РПЦ, 12 октября 2011; на кафедре со дня хиротонии)
45. Вениамин (Кириллов), епископ Кронштадтский, викарий Санкт-Петербургской епархии (РПЦ, 14 октября 2011; на кафедре с 24 августа 2023)
46. Лукиан (Куценко), архиепископ Благовещенский и Тындинский (РПЦ, 16 октября 2011; на кафедре со дня хиротонии)
47. Феофан (Ким), архиепископ Корейский (РПЦ, 30 октября 2011; на кафедре с 4 апреля 2019)
48. Роман (Дауд), епископ Эдесский, викарий Сан-Паульской и Бразильской митрополии (Антиох. ПЦ, 6 ноября 2011; на кафедре со дня хиротонии)
49. Гурий (Фёдоров), епископ Арсеньевский и Дальнегорский (РПЦ, 6 ноября 2011; на кафедре со дня хиротонии)
50. Константин (Цилис), митрополит Сингапурский (КПЦ, 21 ноября 2011; на кафедре со дня хиротонии)
51. Ириней (Тафуня), епископ Орский и Гайский (РПЦ, 22 ноября 2011; на кафедре со дня хиротонии)
52. Дионисий (Порубай), митрополит Омский и Прииртышский (РПЦ, 27 ноября 2011; на кафедре с 11 октября 2023)
53. Арсений (Кардамакис), митрополит Австрийский (КПЦ, 30 ноября 2011; на кафедре со дня хиротонии)
54. Владимир (Самохин), митрополит Донецкий и Мариупольский (РПЦ, 2 декабря 2011; на кафедре с 24 октября 2024)
55. Феодосий (Гажу), епископ Исилькульский и Русско-Полянский (РПЦ, 4 декабря 2011; на кафедре с 25 июля 2014)
56. Хризостом (Папатомас), митрополит Киринийский (Кипр. ПЦ, 10 декабря 2011; на кафедре со дня хиротонии)
57. Антоний (Майклз), епископ Толедский и Средне-Западной Америки (Антиох. ПЦ, 11 декабря 2011; на кафедре со дня хиротонии)
58. Иоанн (Абдала), епископ Вустерский и Новоанглийский (Антиох. ПЦ, 11 декабря 2011; на кафедре со дня хиротонии)
59. Николай (Озон), епископ Майамский и Юго-Восточной Америки (Антиох. ПЦ, 11 декабря 2011; на кафедре с 3 августа 2017)
60. Севастиан (Скордаллос), митрополит Атлантский (КПЦ, 17 декабря 2011; на кафедре с 2 декабря 2024)
61. Игнатий (Триф), епископ Хушский (Рум. ПЦ, 11 декабря 2011; на кафедре с 22 октября 2017)
62. Тарасий (Владимиров), епископ Балашовский и Ртищевский (РПЦ, 17 декабря 2011; на кафедре со дня хиротонии)
63. Максимилиан (Клюев), митрополит Иркутский и Ангарский (РПЦ, 18 декабря 2011; на кафедре с 26 декабря 2019)
64. Серафим (Динков), митрополит Неврокопский (БПЦ, 18 декабря 2011; на кафедре с 19 января 2014)
65. Пахомий (Брусков), епископ Чистопольский и Нижнекамский (РПЦ, 19 декабря 2011; на кафедре с 16 марта 2023)
66. Стефан (Гордеев), епископ Канашский и Беловолжский (РПЦ, 25 декабря 2011; на кафедре с 4 октября 2012)

### Хиротонии 2012 года
1. Николай (Погребняк), епископ Балашихинский и Орехово-Зуевский (РПЦ, 1 января 2012; на кафедре с 13 марта 2021)
2. Нафанаил (Стергиу), титулярный митрополит Амантийский (Алб. ПЦ, 21 января 2012; на кафедре со дня хиротонии)
3. Астий (Бакалбаши), митрополит Бератский, Влёрский и Канинский (Алб. ПЦ, 22 января 2012; на кафедре с 14 ноября 2024)
4. Аристарх (Яцурин), епископ Ванинский и Переяславский (РПЦ, 25 января 2012; на кафедре с 14 июля 2018)
5. Ефрем (Просянок), архиепископ, бывший Биробиджанский и Кульдурский (РПЦ, 28 января 2012; на покое с 12 марта 2024)
6. Николай (Ашимов), епископ Амурский и Чегдомынский (РПЦ, 29 января 2012; на кафедре со дня хиротонии)
7. Ефрем (Барбинягра), епископ Боровичский и Пестовский (РПЦ, 5 февраля 2012; на кафедре со дня хиротонии)
8. Иулиан (Гатала), архиепископ Коломыйский и Косовский (ПЦУ, 19 февраля 2012[35]; на кафедре с 8 марта 2013)
9. Иаков (Тисленко), епископ, бывший Нарьян-Марский и Мезенский (РПЦ, 25 февраля 2012; на покое с 20 марта 2025)
10. Амфилохий (Бондаренко), архиепископ Усть-Каменогорский и Семипалатинский (РПЦ, 26 февраля 2012; на кафедре со дня хиротонии)
11. Амвросий (Мунтяну), епископ Богородский, викарий патриаршего экзарха Западной Европы (РПЦ, 4 марта 2012; на кафедре с 30 мая 2019)
12. Лука (Волчков), епископ Биробиджанский и Кульдурский (РПЦ, 10 марта 2012; на кафедре с 12 марта 2024)
13. Антоний (Аврамиотис), митрополит Глифадский, Эллиникский, Вулский, Вулиагменский и Вариский (ЭПЦ, 10 марта 2012; на кафедре с 20 марта 2019)
14. Филипп (Новиков), митрополит Сыктывкарский и Коми-Зырянский (РПЦ, 11 марта 2012; на кафедре с 24 июля 2025)
15. Иаков (Бизауртис), титулярный митрополит Фавмакский, викарий Афинской архиепископии (ЭПЦ, 11 марта 2012; на кафедре со дня хиротонии)
16. Феодосий (Чащин), митрополит Самарский и Новокуйбышевский (РПЦ, 17 марта 2012; на кафедре с 24 июля 2025)
17. Сергий (Иванников), митрополит Барнаульский и Алтайский (РПЦ, 18 марта 2012; на кафедре с 29 мая 2013)
18. Филарет (Гусев), епископ Дальнеконстантиновский, викарий Нижегородской епархии (РПЦ, 24 марта 2012; на кафедре с 9 июля 2019)
19. Алексий (Антипов), епископ Бузулукский и Сорочинский (РПЦ, 25 марта 2012; на кафедре со дня хиротонии)
20. Елисей (Фомкин), епископ Урюпинский и Новоаннинский (РПЦ, 31 марта 2012; на кафедре со дня хиротонии)
21. Никифор (Хотеев), епископ, бывший Отрадненский и Похвистневский (РПЦ, 1 апреля 2012; на покое с 24 июля 2025)
22. Августин (Анисимов), епископ, бывший Городецкий и Ветлужский (РПЦ, 8 апреля 2012; на покое с 24 августа 2023)
23. Варнава (Баранов), епископ Выборгский и Приозерский (РПЦ, 22 апреля 2012; на кафедре с 24 августа 2023)
24. Нил (Сычёв), епископ Муромский и Вязниковский (РПЦ, 2 мая 2012; на кафедре с 16 июля 2013)
25. Александр (Голицын), архиепископ Далласский и Южный, управляющий Болгарской епархией (ПЦА, 5 мая 2012; на кафедре с 29 марта 2016)
26. Антоний (Крипак), архиепископ Путивльский, викарий Киевской епархии (РПЦ, 13 мая 2012; на кафедре с 20 июля 2012)
27. Лонгин (Жар), митрополит Банченский, викарий Черновицко-Буковинской епархии (РПЦ, 22 мая 2012; на кафедре со дня хиротонии)
28. Мстислав (Дячина), епископ Тихвинский и Лодейнопольский (РПЦ, 22 мая 2012; на кафедре с 12 марта 2013)
29. Никита (Ананьев), митрополит Красноярский и Ачинский (РПЦ, 27 мая 2012; на кафедре с 20 марта 2025)
30. Софроний (Баландин), епископ Кинельский и Безенчукский (РПЦ, 17 июля 2012; на кафедре со дня хиротонии)
31. Никон (Фомин), митрополит Астраханский и Камызякский (РПЦ, 1 июля 2012; на кафедре с 15 июля 2016)
32. Иларион (Кайгородцев), епископ Кинешемский и Палехский (РПЦ, 8 июля 2012; на кафедре со дня хиротонии)
33. Мефодий (Зайцев), епископ Альметьевский и Бугульминский (РПЦ, 11 июля 2012; на кафедре со дня хиротонии)
34. Петр (Мансуров), митрополит Оренбургский и Саракташский (РПЦ, 12 июля 2012; на кафедре с 27 декабря 2023)
35. Савватий (Загребельный), епископ Бишкекский и Кыргызстанский (РПЦ, 21 июля 2012; на кафедре с 27 мая 2022)
36. Роман (Кимович), митрополит Конотопский и Глуховский (РПЦ, 22 июля 2012; на кафедре со дня хиротонии)
37. Софроний (Китаев), епископ, бывший Губкинский и Грайворонский (РПЦ, 22 июля 2012; на покое с 15 мая 2025)
38. Климент (Вечеря), митрополит Нежинский и Прилукский, (РПЦ, 23 июля 2012; на кафедре с 21 декабря 2017)
39. Питирим (Творогов), епископ Скопинский и Шацкий (РПЦ, 1 августа 2012; на кафедре с 25 августа 2020)
40. Аркадий (Таранов), архиепископ Ровеньковский и Свердловский (РПЦ, 4 августа 2012; на кафедре с 17 августа 2021)
41. Ефрем (Яринко), митрополит, бывший Бердянский и Приморский (РПЦ, 5 августа 2012; на покое с 16 мая 2023)
42. Константин (Островский), митрополит Каирский и Северно-Африканский, Патриарший экзарх всея Африки (РПЦ, 12 августа 2012; на кафедре с 24 июля 2025)
43. Иосиф (Бош), митрополит Буэнос-Айресский (КПЦ, 19 августа 2012; на кафедре с 29 ноября 2019)
44. Иннокентий (Ветров), епископ Мариинский и Юргинский (РПЦ, 21 августа 2012; на кафедре со дня хиротонии)
45. Варсонофий (Столяр), митрополит Винницкий и Барский (РПЦ, 28 августа 2012; на кафедре с 17 декабря 2018)
46. Дамиан (Давыдов), архиепископ Фастовский, викарий Киевской епархии (РПЦ, 30 августа 2012; на кафедре со дня хиротонии)
47. Алексий (Шпаков), митрополит Вознесенский и Первомайский (РПЦ, 4 сентября 2012; на кафедре со дня хиротонии)
48. Панкратий (Дубас), епископ Скопельский, бывший викарий Мексиканской митрополии (КПЦ, 9 сентября 2012; на покое с 3 октября 2022)
49. Серафим (Домнин), митрополит Пензенский и Нижнеломовский (РПЦ, 12 сентября 2012; на кафедре с 25 декабря 2013)
50. Хризостом (Циринкас), митрополит Никопольский и Превезский (ЭПЦ, 6 октября 2012; на кафедре со дня хиротонии)[25]
51. Феоклит (Афанасопулос), митрополит Иерисский, Святогорский и Ардамерийский (ЭПЦ, 7 октября 2012; на кафедре со дня хиротонии)[25]
52. Иосиф (Тодоровский), митрополит Тетовский и Гостиварский (МПЦ, 7 октября 2012; на кафедре с 17 сентября 2013)
53. Иннокентий (Васецкий), епископ Сормовский, викарий Нижегородской епархии (РПЦ, 11 октября 2012; на кафедре с 27 мая 2022)
54. Иосиф (Пейовский), митрополит, бывший Кумановский и Осоговский (МПЦ, 21 октября 2012; на покое с 21 мая 2020)
55. Филарет (Коньков), епископ Барышский и Инзенский (РПЦ, 28 октября 2012; на кафедре со дня хиротонии)
56. Афинагор (Хрисанис), митрополит Кидониесский (КПЦ, 18 ноября 2012; на кафедре со дня хиротонии)
57. Василий (Данилов), епископ Котласский и Вельский (РПЦ, 18 ноября 2012; на кафедре со дня хиротонии)
58. Ростислав (Гонт), архиепископ Прешовский, митрополит Чешских земель и Словакии (ПЦЧС, 18 ноября 2012; на кафедре с 11 января 2014)
59. Филарет (Гаврин), епископ Скадовский и Алёшкинский (РПЦ, 25 ноября 2012; на кафедре с 25 июля 2024)
60. Григорий (Тацис), епископ Нисский, управляющий Американской карпаторoсской епархией (КПЦ, 27 ноября 2012; на кафедре со дня хиротонии)
61. Пантелеимон (Арафимос), митрополит Птолемаидский (Алекс. ПЦ, 2 декабря 2012; на кафедре с 15 февраля 2024)
62. Феодор (Белков), епископ Покровский и Новоузенский (РПЦ, 2 декабря 2012; на кафедре с 15 мая 2025)
63. Иннокентий (Бьякатонда), титулярный митрополит Содзуский (Алекс. ПЦ, 6 декабря 2012; на кафедре с 15 февраля 2024)
64. Паисий (Кузнецов), епископ Яранский и Лузский (РПЦ, 6 декабря 2012; на кафедре со дня хиротонии)
65. Гедеон (Губка), епископ Выксунский и Павловский (РПЦ, 13 декабря 2012; на кафедре с 24 октября 2024)
66. Боголеп (Гончаренко), митрополит Александрийский и Светловодский (РПЦ, 23 декабря 2012; на кафедре со дня хиротонии)
67. Даниил (Кузнецов), епископ Гурьевский, викарий Кемеровской епархии (РПЦ, 23 декабря 2012; на кафедре с 25 августа 2022)

### Хиротонии 2013 года
1. Игнатий (Румянцев), епископ Уваровский и Кирсановский (РПЦ, 25 января 2013; на кафедре со дня хиротонии)
2. Варлаам (Пономарёв), архиепископ Махачкалинский и Дербентский (РПЦ, 27 января 2013; на кафедре со дня хиротонии)
3. Пантелеимон (Мутафис), митрополит Маронийский и Комотинский (ЭПЦ, 24 февраля 2013; на кафедре со дня хиротонии)[25]
4. Димитрий (Василиадис), архиепископ Лиддский (ИПЦ, 9 марта 2013; на кафедре со дня хиротонии)
5. Макарий (Маврояннакис), митрополит Птолемаидский (ИПЦ, 10 марта 2013; на кафедре с 15 мая 2025)
6. Исидор (Факицас), архиепископ Иерапольский (ИПЦ, 16 марта 2013; на кафедре со дня хиротонии)
7. Филумен (Махамре), архиепископ Пелльский (ИПЦ, 17 марта 2013; на кафедре со дня хиротонии)
8. Исидор (Тупикин), митрополит Смоленский и Дорогобужский (РПЦ, 17 марта 2013; на кафедре со дня хиротонии)
9. Николай (Почтовый), митрополит Кировоградский и Новомиргородский (РПЦ, 17 марта 2013; на кафедре с 23 ноября 2022)
10. Митрофан (Осяк), епископ Гатчинский и Лужский (РПЦ, 23 марта 2013; на кафедре со дня хиротонии)
11. Нектарий (Селалмадзидис), архиепископ Анфидонский (ИПЦ, 24 марта 2013; на кафедре со дня хиротонии)
12. Варсонофий (Виниченко), архиепископ Кокшетауский и Акмолинский (РПЦ, 30 марта 2013; на кафедре с 20 марта 2025)
13. Силуан (Вьюров), епископ Павлово-Посадский, викарий патриарха Московского и всея Руси (РПЦ, 31 марта 2013; на кафедре с 24 марта 2022)
14. Феогност (Дмитриев), епископ Серовский и Краснотурьинский (РПЦ, 14 апреля 2013; на кафедре с 30 мая 2024)
15. Ферапонт (Кашин), митрополит Костромской и Нерехтский (РПЦ, 28 апреля 2013; на кафедре с 25 декабря 2013)
16. Антоний (Азизов), епископ Волгодонский и Сальский (РПЦ, 7 мая 2013; на кафедре с 24 сентября 2021)
17. Диодор (Исаев), епископ Мелекесский и Чердаклинский (РПЦ, 19 мая 2013; на кафедре со дня хиротонии)
18. Сергий (Булатников), епископ, бывший Великолукский и Невельский (РПЦ, 13 июня 2013; на покое с 15 мая 2025)
19. Леонид (Горбачёв), митрополит, бывший Клинский (РПЦ, 17 июня 2013; на покое с 27 декабря 2023)
20. Игнатий (Тарасов), епископ, бывший Костомукшский и Кемский (РПЦ, 11 июля 2013; на покое с 25 августа 2020, под запретом с 8 апреля 2021)
21. Митрофан (Серёгин), епископ Сердобский и Спасский (РПЦ, 19 августа 2013; на кафедре со дня хиротонии)
22. Митрофан (Бутынский), архиепископ Харьковский и Слобожанский (ПЦУ, 25 августа 2013[35]; на кафедре со дня хиротонии)
23. Гермоген (Серый), епископ Мичуринский и Моршанский (РПЦ, 27 сентября 2013; на кафедре со дня хиротонии)
24. Диодор (Васильчук), архиепископ Южненский, викарий Одесской епархии (РПЦ, 29 сентября 2013; на кафедре со дня хиротонии)
25. Роман (Корнев), епископ Рубцовский и Алейский (РПЦ, 29 сентября 2013; на кафедре с 5 мая 2015)
26. Михаил (Габричидзе), епископ Тианетский и Пшав-Хевсуретский (ГПЦ, 20 октября 2013; на кафедре со дня хиротонии)
27. Нектарий (Андонопулос), митрополит Арголидский (ЭПЦ, 20 октября 2013; на кафедре со дня хиротонии)
28. Тихон (Бобов), епископ Ишимский и Аромашевский (РПЦ, 3 ноября 2013; на кафедре со дня хиротонии)
29. Иоанн (Коваленко), епископ Калачевский и Палласовский (РПЦ, 6 ноября 2013; на кафедре со дня хиротонии)
30. Каллистрат (Романенко), архиепископ Бежецкий и Удомельский (РПЦ, 10 ноября 2013; на кафедре с 24 октября 2024)
31. Симеон (Цакашвили), епископ Сурамский и Хашурский (ГПЦ, 11 ноября 2013; на кафедре со дня хиротонии)
32. Силуан (Глазкин), епископ Калачинский и Муромцевский (РПЦ, 17 ноября 2013; на кафедре с 30 мая 2024)
33. Георгий (Джамделиани), епископ Марнеульский и Худжабский (ГПЦ, 23 ноября 2013; на кафедре со дня хиротонии)
34. Митрофан (Баданин), митрополит Мурманский и Мончегорский (РПЦ, 24 ноября 2013; на кафедре с 26 февраля 2019)
35. Иов (Геча), митрополит Писидийский (КПЦ, 30 ноября 2013; на кафедре с 22 июля 2022)
36. Наркисс (Гаммох), митрополит Пилусийский (Алекс. ПЦ, 1 декабря 2013; на кафедре с 12 января 2022)
37. Иоанн (Шомахия), епископ Марткопский и Гардабанский (ГПЦ, 1 декабря 2013; на кафедре с 12 января 2015)
38. Алексий (Муляр), епископ Саянский и Нижнеудинский (РПЦ, 2 декабря 2013; на кафедре со дня хиротонии)
39. Григорий (Кация), епископ Цалкский (ГПЦ, 4 декабря 2013; на кафедре с 12 января 2015)

### Хиротонии 2014 года
1. Мефодий (Кондратьев), епископ Каменский и Камышловский (РПЦ, 25 января 2014; на кафедре со дня хиротонии)
2. Никифор (Психлудис), титулярный епископ Аморийский (КПЦ, 2 февраля 2014; на кафедре со дня хиротонии)
3. Викторин (Костенков), митрополит Ижевский и Удмуртский (РПЦ, 23 февраля 2014; на кафедре с 5 мая 2015)
4. Стефан (Кавтарашвили), епископ Тихорецкий и Кореновский (РПЦ, 25 февраля 2014; на кафедре со дня хиротонии)
5. Георгий (Хрисостому), митрополит Китрский, Катеринийский и Платамонский (ЭПЦ, 1 марта 2014; на кафедре со дня хиротонии)[25]
6. Григорий (Петров), митрополит Воскресенский, викарий патриарха Московского и всея Руси (РПЦ, 16 марта 2014; на кафедре с 11 октября 2023)
7. Игнатий (Бузин), епископ, бывший Армавирский и Лабинский (РПЦ, 13 апреля 2014; на покое с 25 августа 2020, под запретом с 8 апреля 2021)
8. Нестор (Люберанский), епископ Тольяттинский и Жигулевский (РПЦ, 18 мая 2014; на кафедре с 9 июля 2019)
9. Клеопа (Стронгилис), митрополит Шведский и Скандинавский (КПЦ, 21 мая 2014; на кафедре со дня хиротонии)
10. Антоний (Телембич), епископ Бельцкий (Рум. ПЦ, 24 мая 2014; на кафедре с 24 мая 2018)
11. Иероним (Крецу), епископ Дакии Феликс (Рум. ПЦ, 29 мая 2014; на кафедре с 5 июля 2022)
12. Владимир (Михейкин), архиепископ Петропавловский и Булаевский (РПЦ, 8 июня 2014; на кафедре со дня хиротонии)
13. Досифей (Богверадзе), епископ Бельгийский и Голландский (ГПЦ, 15 июня 2014; на кафедре со дня хиротонии)
14. Никанор (Анфилатов), архиепископ Южно-Сахалинский и Курильский (РПЦ, 22 июня 2014; на кафедре с 13 апреля 2021)
15. Савва (Инцкирвели), епископ Северо-Американский (ГПЦ, 22 июня 2014; на кафедре со дня хиротонии)
16. Максим (Папаяннис), митрополит Яннинский (ЭПЦ, 28 июня 2014; на кафедре со дня хиротонии)[25]
17. Николай (Ольховский), митрополит Восточно-Американский и Нью-Йоркский (РПЦ, 29 июня 2014; на кафедре с 14 сентября 2022)
18. Харитон (Тумбас), митрополит Элассонский (ЭПЦ, 29 июня 2014; на кафедре со дня хиротонии)[25]
19. Тимофей (Антис), митрополит Фессалиотидский и Фанариоферсальский (ЭПЦ, 30 июня 2014; на кафедре со дня хиротонии)
20. Агафангел (Дайнеко), епископ Норильский и Туруханский (РПЦ, 6 июля 2014; на кафедре со дня хиротонии)
21. Арсений (Лазаров), митрополит Сливенский (БПЦ, 6 июля 2014; на кафедре с 26 мая 2024)
22. Симон (Морозов), епископ Шахтинский и Миллеровский (РПЦ, 11 июля 2014; на кафедре со дня хиротонии)
23. Сергий (Каранович), епископ Бихачско-Петровацкий (СПЦ, 26 июля 2014; на кафедре с 26 мая 2017)
24. Максим (Вгенопулос), митрополит Силиврийский (КПЦ, 27 июля 2014; на кафедре со дня хиротонии)
25. Поликарп (Петров), епископ Белоградчишский, викарий Патриарха Болгарского (БПЦ, 27 июля 2014; на кафедре со дня хиротонии)
26. Иоанн (Рощин), митрополит, бывший Венский и Австрийский (РПЦ, 1 августа 2014; на покое с 11 марта 2020)
27. Иларион (Голубович), митрополит Тимокский (СПЦ, 10 августа 2014; на кафедре со дня хиротонии)
28. Паисий (Юрков), епископ Железногорский и Льговский (РПЦ, 19 августа 2014; на кафедре с 25 августа 2020)
29. Виктор (Сергеев), епископ Глазовский и Игринский (РПЦ, 31 августа 2014; на кафедре со дня хиротонии)
30. Арсений (Главчич), митрополит Нишский (СПЦ, 31 августа 2014; на кафедре с 26 мая 2017)
31. Владимир (Агибалов), епископ Новокузнецкий и Таштагольский (РПЦ, 1 сентября 2014; на кафедре со дня хиротонии)
32. Нектарий (Селезнёв), епископ Ливенский и Малоархангельский (РПЦ, 9 сентября 2014; на кафедре со дня хиротонии)
33. Геронтий (Олянский), титулярный епископ Боярский (ПЦУ, 14 сентября 2014[28]; на кафедре с 5 февраля 2019)
34. Евсевий (Дудка), митрополит Шепетовский и Славутский (РПЦ, 28 сентября 2014; на кафедре с 29 января 2016)
35. Виктор (Быков), архиепископ Арцизский, викарий Одесской епархии (РПЦ, 29 сентября 2014; на кафедре со дня хиротонии)
36. Иерофей (Косаков), епископ Агатопольский, викарий Сливенской митрополии (БПЦ, 1 октября 2014; на кафедре со дня хиротонии)
37. Константин (Якумакис), митрополит Мегарский и Саламинский (ЭПЦ, 11 октября 2014; на кафедре со дня хиротонии)
38. Давид (Дзюмакас), митрополит Гревенский (ЭПЦ, 12 октября 2014; на кафедре со дня хиротонии)[25]
39. Хрисанф (Стеллатос), епископ Керницкий, викарий Патрской митрополии (ЭПЦ, 13 октября 2014; на кафедре со дня хиротонии)
40. Амфилохий (Стергиу), митрополит Адрианопольский (КПЦ, 18 октября 2014; на кафедре со дня хиротонии)
41. Тимофей (Айоаней), епископ Праховский, викарий Бухарестской архиепископии (Рум. ПЦ, 30 октября 2014; на кафедре со дня хиротонии)
42. Григорий (Хури-Абдулла), митрополит Хомсский (Эмесский) (Антиох. ПЦ, 16 ноября 2014; на кафедре с 20 октября 2023)
43. Кайс (Садик), епископ Эрзурумский, викарий патриарха Антиохийского (Антиох. ПЦ, 23 ноября 2014; на кафедре со дня хиротонии)
44. Василий (Варвелис), титулярный епископ Арсинойский (Алекс. ПЦ, 30 ноября 2014; на покое с 17 ноября 2016)
45. Павел (Тимофеенков), епископ Молодечненский и Столбцовский (РПЦ, 2 декабря 2014; на кафедре со дня хиротонии)
46. Мелетий (Куманис), митрополит Карфагенский (Алекс. ПЦ, 5 декабря 2014; на кафедре с 17 ноября 2016)
47. Леонид (Толмачёв), епископ Искитимский и Черепановский (РПЦ, 14 декабря 2014; на кафедре с 16 мая 2023)
48. Фотий (Давиденко), епископ Запорожский и Мелитопольский (ПЦУ, 17 декабря 2014[35]; на кафедре со дня хиротонии)
49. Апостол (Куфаллакис), митрополит Нью-Джерсийский (КПЦ, 20 декабря 2014; на кафедре с 24 июля 2023)
50. Неофит (Конгай), епископ Эльдоретский (Алекс. ПЦ, 21 декабря 2014; на кафедре с 24 ноября 2022)

### Хиротонии 2015 года
1. Антоний (Доронин), архиепископ Гродненский и Волковысский (РПЦ, 3 января 2015; на кафедре с 9 июня 2021)
2. Илия (Валгрен), митрополит Хельсинкский и всей Финляндии (КПЦ, 11 января 2015; на кафедре с 1 декабря 2024)
3. Даниил (Брум), архиепископ Чикагский и Среднезападный (ПЦА, 24 января 2015; на кафедре с 18 июля 2022)
4. Варсонофий (Рудник), епископ Ужгородский и Закарпатский (ПЦУ, 25 января 2015[35]; на кафедре со дня хиротонии)
5. Ириней (Аврамидис), епископ Ригийский, викарий Галльской митрополии (КПЦ, 8 февраля 2015 года; на кафедре со дня хиротонии)
6. Фотий (Евтихеев), епископ Великоустюжский и Тотемский (РПЦ, 15 февраля 2015; на кафедре с 16 марта 2023)
7. Димитрий (Елисеев), митрополит Читинский и Петровск-Забайкальский (РПЦ, 22 февраля 2015; на кафедре с 27 декабря 2016)
8. Исаия (Сланинка), епископ Оломоуцкий и Брненский (ПЦЧС, 22 февраля 2015; на кафедре с 20 апреля 2024)
9. Иоанн (Мошнегуцу), епископ Сорокский и Дракийский (РПЦ, 8 марта 2015; на кафедре с 30 мая 2024)
10. Михаил (Дандар), архиепископ Пражский (ПЦЧС, 14 марта 2015; на кафедре со дня хиротонии)
11. Иоанн (Реннето), митрополит Дубнинский, архиепископ западноевропейских приходов русской традиции (РПЦ, 15 марта 2015[31]; на кафедре с 14 сентября 2019)
12. Иоанн (Вахнюк), архиепископ Золотоношский, викарий Черкасской епархии (РПЦ, 5 апреля 2015; на кафедре со дня хиротонии)
13. Порфирий (Преднюк), епископ Лидский и Сморгонский (РПЦ, 5 апреля 2015; на кафедре со дня хиротонии)
14. Макарий (Гриниезакис), архиепископ Австралийский (КПЦ, 16 мая 2015; на кафедре с 9 мая 2019)
15. Пармен (Щипелев), епископ, бывший Варгашинский, викарий Курганской епархии (РПЦ, 18 мая 2015; на покое с 16 марта 2023)
16. Сергий (Зятьков), епископ Новороссийский и Геленджикский (РПЦ, 21 мая 2015; на кафедре с 24 октября 2024)
17. Вахтанг (Липартелиани), епископ Никорцминдский (ГПЦ, 1 июня 2015; на кафедре со дня хиротонии)
18. Иустин (Бардакас), митрополит Неакринийский и Каламарийский (ЭПЦ, 1 июня 2015; на кафедре со дня хиротонии)[25]
19. Иларион (Урс), епископ Фэгэрашский, викарий Сибиуской архиепископии (Рум. ПЦ, 7 июня 2015; на кафедре со дня хиротонии)
20. Серапион (Дунай), епископ Ялуторовский, викарий Тобольской епархии (РПЦ, 28 июня 2015; на кафедре с 27 мая 2022)
21. Всеволод (Понич), епископ Уржумский и Омутнинский (РПЦ, 9 июля 2015; на кафедре с 11 октября 2023)
22. Владимир (Маштанов), епископ Шадринский и Далматовский (РПЦ, 11 июля 2015; на кафедре со дня хиротонии)
23. Николай (Кривенко), епископ Северобайкальский и Сосново-Озёрский (РПЦ, 12 июля 2015; на кафедре со дня хиротонии)
24. Адриан (Серьякис), епископ Галикарнасский, викарий патриарха (КПЦ, 26 июля 2015; на кафедре со дня хиротонии)
25. Нафанаил (Крикота), митрополит Волынский и Луцкий (РПЦ, 5 августа 2015; на кафедре с 18 октября 2016)
26. Виктор (Бедь), епископ Мукачевский и Карпатский (ПЦУ, 14 августа 2015[28]; на кафедре со дня хиротонии)
27. Борис (Харко), епископ Херсонский и Каховский (ПЦУ, 23 августа 2015[28]; на кафедре со дня хиротонии)
28. Силуан (Онер), митрополит Британский и Ирландский (Антиох. ПЦ, 30 августа 2015; на кафедре со дня хиротонии)
29. Владимир (Новиков), епископ Клинцовский и Трубчевский (РПЦ, 1 сентября 2015; на кафедре со дня хиротонии)
30. Димитрий (Аргирос), митрополит Кефалинийский (ЭПЦ, 10 октября 2015; на кафедре со дня хиротонии)
31. Хризостом (Насис), митрополит Триккский, Гардикийский и Пилский (ЭПЦ, 11 октября 2015; на кафедре со дня хиротонии)
32. Тихон (Шевкунов), митрополит Симферопольский и Крымский (РПЦ, 24 октября 2015; на кафедре с 11 октября 2023)
33. Антоний (Севрюк), митрополит Волоколамский, викарий патриарха Московского и всея Руси (РПЦ, 26 октября 2015; на кафедре с 7 июня 2022)
34. Петр (Бозинис), епископ Троадский, бывший викарий Бельгийской митрополии (КПЦ, 8 ноября 2015; под запретом с 17 ноября 2023)
35. Антоний (Аль-Сури), митрополит Илиопольский и Селевкийский (Захлийский) (Антиох. ПЦ, 14 ноября 2015; на кафедре со дня хиротонии)
36. Матфей (Андреев), епископ Сурожский (РПЦ, 15 ноября 2015; на кафедре с 28 декабря 2017)
37. Сергий (Михайленко), архиепископ Болградский, викарий Одесской епархии (РПЦ, 15 ноября 2015; на кафедре со дня хиротонии)
38. Савва (Никифоров), епископ Валуйский и Алексеевский (РПЦ, 22 ноября 2015; на кафедре со дня хиротонии)
39. Парамон (Голубка), епископ Городецкий и Ветлужский (РПЦ, 2 декабря 2015; на кафедре с 24 августа 2023)
40. Серафим (Савостьянов), епископ Бийский и Белокурихинский (РПЦ, 4 декабря 2015; на кафедре с 26 февраля 2019)
41. Вениамин (Погребной), архиепископ Новосанжарский, викарий Полтавской епархии (РПЦ, 6 декабря 2015; на кафедре со дня хиротонии)
42. Фома (Мосолов), архиепископ Одинцовский и Красногорский (РПЦ, 6 декабря 2015; на кафедре с 13 апреля 2021)
43. Герасим (Марматакис), митрополит Петрский и Херронисский (КПЦ, 19 декабря 2015 года; на кафедре со дня хиротонии)
44. Сергий (Копылов), епископ Борисоглебский и Бутурлиновский (РПЦ, 19 декабря 2015; на кафедре с 3 июня 2016)
45. Феодор (Казанов), митрополит Волгоградский и Камышинский (РПЦ, 27 декабря 2015; на кафедре с 28 декабря 2018)
46. Антоний (Простихин), епископ, бывший Славгородский и Каменский (РПЦ, 28 декабря 2015; на покое с 15 мая 2025)

### Хиротонии 2016 года
1. Матфей (Копылов), митрополит Псковский и Порховский (РПЦ, 3 января 2016; на кафедре с 25 июля 2024)
2. Павел (Григорьев), мирополит Владивостокский и Приморский (РПЦ, 8 января 2016; на кафедре с 24 октября 2024)
3. Георгий (Рембелос), митрополит Карпенисийский (ЭПЦ, 12 марта 2016; на кафедре со дня хиротонии)
4. Никодим (Булаксис), титулярный епископ Нитрийский (Алекс. ПЦ, 27 марта 2016; на кафедре со дня хиротонии)
5. Иоанн (Сичевский), епископ Елгавский, викарий Рижской епархии (РПЦ, 27 марта 2016; на кафедре со дня хиротонии)
6. Иоанн (Руденко), епископ Шуйский и Тейковский (РПЦ, 24 апреля 2016; на кафедре с 11 октября 2023)
7. Арсений (Перевалов), митрополит Звенигородский, викарий патриарха Московского и всея Руси (РПЦ, 3 мая 2016; на кафедре с 25 июля 2024)
8. Кассиан (Шостак), архиепископ Иванковский, викарий Киевской епархии (РПЦ, 31 июля 2016; на кафедре со дня хиротонии)
9. Кирилл (Бойович), епископ Буэнос-Айресский и Южноамериканский (СПЦ, 31 июля 2016; на кафедре с 10 мая 2018)
10. Евгений (Кульберг), митрополит Екатеринбургский и Верхотурский (РПЦ, 1 августа 2016; на кафедре с 8 декабря 2020)
11. Силуан (Мракич), митрополит Австралийский и Новозеландский (СПЦ, 7 августа 2016; на кафедре со дня хиротонии)
12. Феодор (Малаханов), архиепископ Петропавловский и Камчатский (РПЦ, 14 августа 2016; на кафедре с 28 декабря 2018)
13. Варфоломей (Самарас), митрополит Смирнский (КПЦ, 11 сентября 2016; на кафедре со дня хиротонии)
14. Кирилл (Сикис), митрополит Имврийский и Тенедский (КПЦ, 25 сентября 2016; на кафедре с 9 марта 2020)
15. Кирилл (Диамантакис), митрополит Иерапитнийский и Ситийский (КПЦ, 17 октября 2016; на кафедре со дня хиротонии)
16. Петр (Дмитриев), епископ Бердянский и Приморский (РПЦ, 26 октября 2016; на кафедре с 15 мая 2025)
17. Савватий (Перепёлкин), епископ, бывший Ванинский и Переяславский (РПЦ, 30 октября 2016; на покое с 14 июля 2018)
18. Силуан (Шаларь), епископ Орхейский, викарий Кишиневской епархии (РПЦ, 4 ноября 2016; на кафедре со дня хиротонии)
19. Ириней (Стинберг), епископ Лондонский и Западно-Европейский (РПЦ, 6 ноября 2016; на кафедре с 20 сентября 2018)
20. Вениамин (Межинский), архиепископ Хотинский, викарий Черновицкой епархии (РПЦ, 13 ноября 2016; на кафедре со дня хиротонии)
21. Николай (Дегтярёв), епископ Черняховский и Славский (РПЦ, 27 ноября 2016; на кафедре со дня хиротонии)
22. Матфей (Самкнулов), епископ Ахтубинский и Енотаевский (РПЦ, 2 декабря 2016; на кафедре с 11 октября 2023)
23. Тихон (Софийчук), митрополит Роменский и Бурынский (РПЦ, 9 декабря 2016; на кафедре с 23 ноября 2022)
24. Агафоник (Николаидис), епископ Арушский и Центральной Танзании (Алекс. ПЦ, 11 декабря 2016; на кафедре со дня хиротонии)
25. Исаакий (Андроник), архиепископ Ворзельский, викарий Киевской епархии (РПЦ, 13 декабря 2016; на кафедре со дня хиротонии)
26. Феодор (Дридакис), митрополит Браззавильский и Габонский (Алекс. ПЦ, 18 декабря 2016; на кафедре с 15 февраля 2024)
27. Герасим (Георгиев), епископ Мелнишский, викарий патриарха Болгарского (БПЦ, 18 декабря 2016; на кафедре со дня хиротонии)
28. Иаков (Дончев), митрополит Доростольский (БПЦ, 20 декабря 2016; на кафедре с 25 октября 2020)
29. Евфимий (Максименко), епископ Усманский, викарий Липецкой епархии (РПЦ, 25 декабря 2016; на кафедре со дня хиротонии)
30. Стефан (Катес), епископ Стратоникейский, викарий Леросской митрополии (КПЦ, 27 декабря 2016; на кафедре со дня хиротонии)

### Хиротонии 2017 года
1. Викентий (Брылеев), епископ Тарский и Тюкалинский (РПЦ, 3 января 2017; на кафедре с 11 октября 2023)
2. Паисий (Кухарчук), епископ Житомирский и Овручский (ПЦУ, 29 января 2017[35]; на кафедре со дня хиротонии)
3. Сергий (Телих), епископ Маардуский, викарий Таллинской епархии (РПЦ, 5 февраля 2017; на кафедре со дня хиротонии)
4. Алексий (Елисеев), епископ Галичский и Макарьевский (РПЦ, 15 февраля 2017; на кафедре со дня хиротонии)
5. Алексий (Заночкин), епископ Венский и Австрийский (РПЦ, 9 апреля 2017; на кафедре с 13 октября 2022)
6. Александр (Зайцев), епископ Плесецкий и Каргопольский (РПЦ, 30 апреля 2017; на кафедре со дня хиротонии)
7. Тарасий (Перов), епископ Североморский и Умбский (РПЦ, 2 мая 2017; на кафедре с 4 апреля 2019)
8. Савва (Фризюк), епископ Донецкий и Славянский (ПЦУ, 14 мая 2017[28]; на кафедре со дня хиротонии)
9. Серафим (Амельченков), епископ Истринский, викарий патриарха Московского и всея Руси (РПЦ, 4 июня 2017; на кафедре с 9 июля 2019)
10. Виктор (Коцаба), митрополит Хмельницкий и Староконстантиновский (РПЦ, 5 июня 2017; на кафедре с 3 апреля 2023)
11. Мелетий (Павлюченков), епископ Рославльский и Десногорский (РПЦ, 11 июня 2017; на кафедре со дня хиротонии)
12. Аксий (Лобов), архиепископ Подольский и Люберецкий (РПЦ, 18 июня 2017; на кафедре с 13 апреля 2021)
13. Фома (Демчук), епископ, бывший Покровский и Новоузенский (РПЦ, 2 июля 2017; на покое с 15 мая 2025)
14. Дамаскин (Лукьян), епископ Дорнинский, викарий Сучавской архиепископии (Рум. ПЦ, 23 июля 2017; на кафедре со дня хиротонии)
15. Феодорит (Тихонов), епископ Венёвский, викарий Тульской епархии (РПЦ, 19 августа 2017; на кафедре с 25 августа 2022)
16. Афанасий (Нос), епископ Лодзинский и Познанский (ППЦ, 24 сентября 2017; на кафедре со дня хиротонии)
17. Павел (Токаюк), епископ Гайновский, викарий Варшавской и Бельской епархии (ППЦ, 25 сентября 2017; на кафедре со дня хиротонии)
18. Андрей (Борковский), епископ Супрасльский, викарий Белостокской и Гданьской епархии (ППЦ, 27 сентября 2017; на кафедре со дня хиротонии)
19. Кирилл (Папанфиму), епископ Олимпийский, викарий Родосской митрополии (КПЦ, 30 сентября 2017; на кафедре со дня хиротонии)
20. Никодим (Косович), митрополит Далматинский (СПЦ, 1 октября 2017; на кафедре со дня хиротонии)
21. Феоклит (Ламбринакос), митрополит Стагонский и Метеорский (ЭПЦ, 7 октября 2017; на кафедре со дня хиротонии)
22. Стефан (Тольос), митрополит Филиппский, Неапольский и Фасский (ЭПЦ, 8 октября 2017; на кафедре со дня хиротонии)[25]
23. Варсонофий (Дорошкевич), епископ Семятичский, викарий Варшавской и Бельской епархии (ППЦ, 8 октября 2017; на кафедре со дня хиротонии)
24. Иоанн (Баташ), епископ Сергиопольский, викарий патриарха Антиохийского (Антиох. ПЦ, 12 ноября 2017; на кафедре со дня хиротонии)
25. Феофан (Данченков), епископ Волжский и Сернурский (РПЦ, 18 ноября 2017; на кафедре со дня хиротонии)
26. Василий (Кодсие), митрополит Австралийский и Новозеландский (Антиох. ПЦ, 19 ноября 2017; на кафедре со дня хиротонии)
27. Игнатий (Суранов), епископ Череповецкий и Белозерский (РПЦ, 20 ноября 2017; на кафедре с 25 августа 2020)
28. Феодор (Гандур), епископ Апамейский, викарий патриарха Антиохийского (Антиох. ПЦ, 26 ноября 2017; на кафедре со дня хиротонии)
29. Сильвестр (Стойчев), архиепископ Белогородский, викарий Киевской епархии (РПЦ, 24 декабря 2017; на кафедре со дня хиротонии)

### Хиротонии 2018 года
1. Марк (Давлетов), архиепископ Воркутинский и Усинский (РПЦ, 8 января 2018; на кафедре со дня хиротонии)
2. Кассиан (Нотис), епископ Арабисский, викарий Халкидонской митрополии (КПЦ, 21 января 2018; на кафедре со дня хиротонии)
3. Павел (Юристый), архиепископ Хмельницкий и Шепетовский (ПЦУ, 28 января 2018[35]; на кафедре с 24 мая 2021)
4. Хризостом (Папатанасиу), митрополит Маниский (ЭПЦ, 10 февраля 2018; на кафедре со дня хиротонии)
5. Хризостом (Пицис), митрополит Симский (КПЦ, 11 февраля 2018; на кафедре со дня хиротонии)
6. Симеон (Волиотис), митрополит Фтиотидский (ЭПЦ, 11 февраля 2018; на кафедре с 11 октября 2019)
7. Константий (Панайотакопулос), епископ Андрусийский, викарий Афинской архиепископии (ЭПЦ, 12 февраля 2018; на кафедре со дня хиротонии)
8. Павел (Мысак), епископ Коломыйский, викарий Ивано-Франковской епархии (ПЦУ, 15 февраля 2018[28]; на кафедре со дня хиротонии)
9. Нафанаил (Симеонидис), митрополит Чикагский (КПЦ, 17 марта 2018; на кафедре со дня хиротонии)
10. Сергий (Аницой), архиепископ Тульчинский и Брацлавский (РПЦ, 24 марта 2018; на кафедре с 23 октября 2024)
11. Пимен (Воят), архиепископ Ровенский и Острожский (РПЦ, 25 марта 2018; на кафедре с 16 ноября 2021)
12. Алексий (Орлов), митрополит Челябинский и Миасский (РПЦ, 1 апреля 2018; на кафедре с 15 апреля 2021)
13. Феофил (Роман), епископ Иберийский, викарий Испанской и Португальской епархии (Рум. ПЦ, 15 апреля 2018; на кафедре со дня хиротонии)
14. Афанасий (Руснак), архиепископ Великобританский и Североирландский (Рум. ПЦ, 1 мая 2018; на кафедре с 25 октября 2024)
15. Христофор (Аталла), архиепископ Кириакопольский (ИПЦ, 19 мая 2018; на кафедре со дня хиротонии)
16. Аристовул (Кириадзис), архиепископ Катарский (ИПЦ, 20 мая 2018; на кафедре с 15 мая 2025)
17. Вениамин (Горяну), епископ Южно-Бессарабский (Рум. ПЦ, 26 мая 2018; на кафедре со дня хиротонии)
18. Феоктист (Игумнов), епископ Переславский и Угличский (РПЦ, 3 июня 2018; на кафедре с 28 декабря 2018)
19. Херувим (Джерманович), епископ Осечкопольско-Бараньский (СПЦ, 10 июня 2018; на кафедре со дня хиротонии)
20. Спиридон (Головастов), архиепископ Добропольский, викарий Киевской епархии (РПЦ, 17 июня 2018; на кафедре со дня хиротонии)
21. Стефан (Шарич), епископ Ремезианский, викарий Патриарха Сербского (СПЦ, 17 июня 2018; на кафедре со дня хиротонии)
22. Гедеон (Харон), епископ, бывший Макаровский, викарий Киевской епархии (РПЦ, 18 июня 2018; на покое с 20 марта 2023)
23. Исихий (Рогич), епископ Валевский (СПЦ, 24 июня 2018; на кафедре с 29 мая 2021)
24. Тимофей (Бел), епископ Сатмарский, викарий Марамурешской архиепископии (Рум. ПЦ, 24 июня 2018; на кафедре со дня хиротонии)
25. Мирон (Ктистакис), митрополит Новозеландский (КПЦ, 11 июля 2018; на кафедре со дня хиротонии)
26. Максим (Пофос), митрополит Швейцарский (КПЦ, 22 июля 2018; на кафедре со дня хиротонии)
27. Мефодий (Остоич), епископ Будимлянско-Никшичский (СПЦ, 22 июля 2018; на кафедре с 29 мая 2021)
28. Ипатий (Голубев), архиепископ Анадырский и Чукотский (РПЦ, 21 августа 2018; на кафедре со дня хиротонии)
29. Гавриил (Кризина), епископ Ровенский и Сарненский (ПЦУ, 2 сентября 2018[28]; на кафедре со дня хиротонии)
30. Димитрий (Радженович), митрополит Захумско-Герцеговинский (СПЦ, 23 сентября 2018; на кафедре со дня хиротонии)
31. Нестор (Доненко), епископ Ялтинский, викарий Симферопольской епархии (РПЦ, 27 сентября 2018; на кафедре со дня хиротонии)
32. Иероним (Николопулос), митрополит Ларисский и Тирнавский (ЭПЦ, 7 октября 2018; на кафедре со дня хиротонии)
33. Паисий (Ларендзакис), епископ Апамейский, викарий Австрийской митрополии (КПЦ, 20 октября 2018; на кафедре со дня хиротонии)
34. Игнатий (Лукович), епископ Полоцкий и Глубокский (РПЦ, 28 октября 2018; на кафедре с 30 августа 2019)
35. Максим (Пафилис), епископ Мелитинийский, викарий Галльской митрополия (КПЦ, 10 ноября 2018; на кафедре со дня хиротонии)
36. Василий (Данилов), епископ, бывший Касимовский и Сасовский (РПЦ, 18 ноября 2018; на покое с 20 марта 2025)
37. Иаков (Милчевский), епископ Стобийский, викарий Струмицкой митрополии (МПЦ, 25 ноября 2018; на кафедре с февраля 2019)
38. Спиридон (Морозов), епископ Бирский и Белорецкий (РПЦ, 2 декабря 2018; на кафедре со дня хиротонии)
39. Даниил (Биазис), митрополит Аккрский (Алекс. ПЦ, 5 декабря 2018; на кафедре с 15 февраля 2024)
40. Феодосий (Цицивос), митрополит Киншасский (Алекс. ПЦ, 6 декабря 2018; на кафедре с 12 января 2022)
41. Иаков (Эль-Хури), митрополит Буэнос-Айресский (Антиох. ПЦ, 9 декабря 2018; на кафедре со дня хиротонии)
42. Сильвестр (Киситу), епископ Джинджийский и Восточной Уганды (Алекс. ПЦ, 16 декабря 2018; на кафедре с 12 января 2022)
43. Дионисий (Пилипчук), архиепископ Переяслав-Хмельницкий, викарий Киевской епархии (РПЦ, 19 декабря 2018; на кафедре со дня хиротонии)
44. Фотий (Хадзиантониу), епископ Малавийский (Алекс. ПЦ, 23 декабря 2018; на кафедре со дня хиротонии)
45. Андрей (Василашку), архиепископ Петропавловский, викарий Днепропетровской епархии (РПЦ, 23 декабря 2018; на кафедре со дня хиротонии)

### Хиротонии 2019 года
1. Леонид (Солдатов), епископ Аргентинский и Южноамериканский (РПЦ, 6 января 2019; на кафедре с 11 марта 2020)
2. Зосима (Балин), епископ Магнитогорский и Верхнеуральский (РПЦ, 9 января 2019; на кафедре с 26 декабря 2019)
3. Продром (Кацулис), епископ Тулиарский и Южного Мадагаскара (Алекс. ПЦ, 13 января 2019; на кафедре со дня хиротонии)
4. Александр (Эчеваррия), епископ, бывший Вевейский, викарий Западно-Европейской епархии (РПЦ, 20 января 2019; на покое с 5 марта 2024)
5. Лука (Мурьянка), епископ Сиракузский, викарий Восточно-Американской епархии (РПЦ, 12 февраля 2019; на кафедре со дня хиротонии)
6. Савва (Тутунов), архиепископ Зеленоградский, викарий патриарха Московского и всея Руси (РПЦ, 3 марта 2019; на кафедре со дня хиротонии)
7. Афанасий (Яннусас), митрополит Сисанийский и Сьятистский (ЭПЦ, 23 марта 2019; на кафедре со дня хиротонии)[25]
8. Агапий (Дрицас), епископ Кенхреонский, викарий Коринфской митрополии (ЭПЦ, 24 марта 2019; на кафедре со дня хиротонии)
9. Феоклит (Дулиас), епископ Тегейский, викарий Мантенейской митрополии (ЭПЦ, 24 марта 2019; на кафедре со дня хиротонии)
10. Хризостом (Панагопулос), епископ Эврипский, викарий Афинской архиепископии (ЭПЦ, 24 марта 2019; на кафедре со дня хиротонии)
11. Амвросий (Скобиола), архиепископ Волновахский, викарий Донецкой епархии (РПЦ, 6 апреля 2019; на кафедре со дня хиротонии)
12. Симеон (Голубка), архиепископ Угольский, викарий Хустской епархии (РПЦ, 7 апреля 2019; на кафедре со дня хиротонии)
13. Амвросий (Вайнагий), архиепископ Згуровский, викарий Бориспольской епархии (РПЦ, 13 апреля 2019; на кафедре со дня хиротонии)
14. Стефан (Привалов), епископ Александровский и Юрьев-Польский (РПЦ, 21 апреля 2019; на кафедре с 20 марта 2025)
15. Епифаний (Димитриу), епископ Ольвийский, викарий митрополита Киевского и всея Украины (ПЦУ, 26 мая 2019; на кафедре со дня хиротонии)
16. Алексий (Поликарпов), епископ Солнечногорский, викарий патриарха Московского и всея Руси (РПЦ, 16 июня 2019; на кафедре со дня хиротонии)
17. Игнатий (Григорьев), епископ, бывший Гурьевский, викарий Кемеровской епархии (РПЦ, 7 июля 2019; на покое с 25 августа 2022)
18. Борис (Баранов), епископ Костомукшский и Кемский (РПЦ, 11 июля 2019; на кафедре с 25 августа 2020)
19. Силуан (Никитин), епископ Петергофский, викарий Санкт-Петербургской епархии (РПЦ, 18 июля 2019; на кафедре со дня хиротонии)
20. Амвросий (Хорозидис), епископ Евдокиадский, викарий Писидийской митрополии (КПЦ, 21 июля 2019; на кафедре со дня хиротонии)
21. Василий (Кулаков), митрополит Екатеринодарский и Кубанский (РПЦ, 24 июля 2019; на кафедре с 27 декабря 2023)
22. Игнатий (Голинченко), епископ Енисейский и Лесосибирский (РПЦ, 1 сентября 2019; на кафедре со дня хиротонии)
23. Порфирий (Шутов), епископ Озерский, викарий патриарха Московского и всея Руси (РПЦ, 8 сентября 2019; на кафедре с 13 апреля 2021)
24. Леонтий (Козлов), митрополит Воронежский и Лискинский (РПЦ, 12 сентября 2019; на кафедре с 24 октября 2024)
25. Амвросий (Шевцов), епископ Борисовский и Марьиногорский (РПЦ, 6 октября 2019; на кафедре с 27 декабря 2023)
26. Иероним (Кармас), митрополит Калавритский и Эгиалийский (ЭПЦ, 13 октября 2019; на кафедре со дня хиротонии)
27. Иерофей (Калойеропулос), митрополит Лемносский и Свято-Евстратиевский (ЭПЦ, 14 октября 2019; на кафедре со дня хиротонии)[25]
28. Филофей (Феохарис), митрополит Фессалоникийский (ЭПЦ, 15 октября 2019; на кафедре с 9 октября 2023)[25]
29. Филофей (Феодоропулос), епископ Рогонский, викарий Афинской архиепископии (ЭПЦ, 16 октября 2019; на кафедре со дня хиротонии)
30. Продром (Ксенакис), митрополит Ретимнийский и Авлопотамский (КПЦ, 26 октября 2019; на кафедре с 18 февраля 2022)
31. Вениамин (Димопулос), епископ Тралльский, викарий патриарха (КПЦ, 3 ноября 2019; на кафедре со дня хиротонии)
32. Иаков (Корацца), епископ Сонорский, викарий Западно-Американской епархии (РПЦ, 6 ноюбря 2019; на кафедре со дня хиротонии)
33. Герман (Галанис), титулярный митрополит Тамиафский (Алекс. ПЦ, 25 ноября 2019; на кафедре со дня хиротонии)
34. Никодим (Кулыгин), епископ Херсонский и Таврический (ПЦУ, 4 декабря 2019; на кафедре с 21 августа 2020)
35. Марк (Теодосис), епископ Кисумский и Западно-Кенийский (Алекс. ПЦ, 5 декабря 2019; на кафедре со дня хиротонии)
36. Петр (Паргинос), митрополит Аксумский (Алекс. ПЦ, 6 декабря 2019; на кафедре с 15 февраля 2024)
37. Ириней (Верикакис), епископ Евменийский, викарий патриарха (КПЦ, 8 декабря 2019; на кафедре со дня хиротонии)
38. Каллиник (Чернышёв), епископ, бывший Бахчисарайский, викарий Симферопольской епархии (РПЦ, 8 декабря 2019; на покое с 25 июля 2024)
39. Павел (Валуйский), архиепископ Беловодский, викарий Луганской епархии (РПЦ, 9 декабря 2019; на кафедре со дня хиротонии)
40. Спиридон (Романов), архиепископ Вишневский, викарий Киевской епархии (РПЦ, 13 декабря 2019; на кафедре со дня хиротонии)
41. Дамаскин (Лионакис), епископ Дорилейский, викарий патриарха (КПЦ, 15 декабря 2019; на кафедре со дня хиротонии)
42. Никодим (Пустовгар), архиепископ Любечский, викарий Черниговской епархии (РПЦ, 17 декабря 2019; на кафедре со дня хиротонии)
43. Иоаким (Коцонис), епископ Амисский, викарий Американской архиепископии (КПЦ, 22 декабря 2019; на кафедре со дня хиротонии)
44. Емилиан (Кутузис), епископ Мелойский, викарий Австралийской архиепископии (КПЦ, 25 декабря 2019; на покое с 2023)

### Хиротонии 2020 года
1. Элпидий (Каралис),  хорепископ Пертский (КПЦ, 18 января 2020; на кафедре с 17 июля 2024)
2. Силуан (Фотинеас), хорепископ Аделаидский (КПЦ, 19 января 2020; на кафедре с 17 июля 2024)
3. Алексий (Трейдер), архиепископ Ситкинский и Аляскинский (ПЦА, 25 января 2020; на кафедре с 15 марта 2022)
4. Иоаким (Архонтос), епископ Аполлониадский, викарий Бельгийской митрополии (КПЦ, 26 января 2020; на кафедре со дня хиротонии)
5. Андрей (Хоарште), епископ Кливлендский, викарий Румынской епархии (ПЦА, 1 февраля 2020; на кафедре со дня хиротонии)
6. Венедикт (Веса), епископ Сэлажский (Рум. ПЦ, 23 февраля 2020; на кафедре с 27 марта 2025)
7. Лавр (Березовский), епископ Ирпенский, викарий Киевской епархии (РПЦ, 21 марта 2020; на кафедре со дня хиротонии)
8. Марк (Андрюк), епископ Бородянский, викарий Киевской епархии (РПЦ, 22 марта 2020; на кафедре со дня хиротонии)
9. Афанасий (Герман), епископ Камень-Каширский, викарий Волынской епархии (РПЦ, {28 марта 2020; на кафедре со дня хиротонии)
10. Кирилл (Билан), епископ Бышевский, викарий Киевской епархии (РПЦ, 29 марта 2020; на кафедре со дня хиротонии)
11. Симеон (Коссек), епископ Домодедовский, викарий Архиепископии западноевропейских приходов (РПЦ, 27 июня 2020; на кафедре со дня хиротонии)
12. Елисей (Жермен), епископ Реутовский, викарий Архиепископии западноевропейских приходов (РПЦ, 28 июня 2020; на кафедре со дня хиротонии)
13. Эммануил (Сфиаткос), епископ Христупольский, викарий Германской митрополии (КПЦ, 11 июля 2020; на кафедре со дня хиротонии)
14. Парфений (Фидановский), епископ Антанийский, викарий Дебарской и Кичевской митрополии (МПЦ, 12 июля 2020; на кафедре со дня хиротонии)
15. Смарагд (Караяннидис), епископ Дафнусийский, викарий Халкидонской митрополии (КПЦ, 19 июля 2020; на кафедре со дня хиротонии)
16. Варфоломей (Мостратос), епископ Керамонский, бывший викарий Канадской архиепископии (КПЦ, 25 июля 2020; на покое с 2023)
17. Афинагор (Салмас), епископ Патарский, викарий Канадской архиепископии (КПЦ, 26 июля 2020; на кафедре со дня хиротонии)
18. Григорий (Настеский), митрополит Кумановский и Осоговский (МПЦ, 26 июля 2020; на кафедре с 26 июля 2020)
19. Иаков (Андонопулос), митрополит Ирландский (КПЦ, 30 июля 2020; на кафедре с 22 марта 2024)
20. Иосиф (Королёв), епископ Можайский, викарий патриарха Московского и всея Руси (РПЦ, 19 августа 2020; на кафедре с 29 декабря 2021)
21. Амвросий (Федукович), епископ Тракайский, викарий Виленской епархии (РПЦ, 23 августа 2020; на кафедре со дня хиротонии)
22. Силуан (Чорней), епископ Герцаевский, викарий Черновицкой епархии (РПЦ, 23 августа 2020; на кафедре со дня хиротонии)
23. Феодосий (Марченко), епископ Ладанский, викарий Нежинской епархии (РПЦ, 27 августа 2020; на кафедре со дня хиротонии)
24. Артемий (Кузьмин), епископ Таганрогский, викарий Ростовской-на-Дону епархии (РПЦ, 28 августа 2020; на кафедре со дня хиротонии)
25. Иринарх (Тымчук), епископ Новопсковский, викарий Северодонецкой епархии (РПЦ, 28 августа 2020; на кафедре со дня хиротонии)
26. Питирим (Донденко), епископ Джакартский, викарий Сингапурской епархии (РПЦ, 1 сентября 2020; на кафедре со дня хиротонии)
27. Панкратий, епископ Арсинойский, викарий Пафской митрополии (Кипр. ПЦ, 24 октября 2020; на кафедре со дня хиротонии)
28. Афинагор (Перес Гальвис), епископ Миринский, викарий Мексиканской митрополии (КПЦ, 25 октября 2020; на кафедре со дня хиротонии)
29. Михаил (Анищенко), титулярный епископ Команский, глава Ставропигии Вселенского патриарха в Киеве (КПЦ, 8 ноября 2020; на кафедре со дня хиротонии)
30. Тимофей (Торрес Эскивель), епископ Ассоский, викарий Мексиканской митрополии (КПЦ, 8 ноября 2020; на кафедре со дня хиротонии)
31. Спиридон (Кезьос), епископ Амастрийский, викарий Американской архиепископии (КПЦ, 14 ноября 2020; на кафедре со дня хиротонии)
32. Тимофей (Бакакос), епископ Гексамилионский, викарий Чикагской митрополии (КПЦ, 5 декабря 2020; на кафедре со дня хиротонии)
33. Исихий (Танос), епископ Маркианский, викарий Мексиканской митрополии (КПЦ, 6 декабря 2020; на кафедре со дня хиротонии)
34. Варнава (Гладун), епископ Новобугский, викарий Николаевской епархии (РПЦ, 13 декабря 2020; на кафедре со дня хиротонии)
35. Иоанн (Константайн), епископ Фокейский, викарий Сан-Францисской митрополии (КПЦ, 19 декабря 2020; на кафедре со дня хиротонии)

### Хиротонии 2021 года
1. Виссарион (Комзиас), митрополит Испанский и Португальский (КПЦ, 25 января 2021; на кафедре со дня хиротонии)
2. Виссарион (Гривов), епископ Смолянский, викарий Пловдивской митрополии (БПЦ, 21 февраля 2021; на кафедре со дня хиротонии)
3. Никифор (Хория), епископ Ботошанский, викарий Ясской архиепископии (Рум. ПЦ, 7 марта 2021; на кафедре со дня хиротонии)
4. Нестор (Динкулянэ), епископ Девский и Хунедоарский (Рум. ПЦ, 7 марта 2021; на кафедре с 15 декабря 2021)
5. Рафаил (Павурис), епископ Илионский, викарий Фиатирской архиепископии (КПЦ, 9 марта 2021; на кафедре со дня хиротонии)
6. Андрей (Софианопулос), митрополит Саранда-Экклисийский (КПЦ, 21 марта 2021; на кафедре со дня хиротонии)
7. Иаков (Савва), епископ Клавдиопольский, викарий Фиатирской архиепископии (КПЦ, 21 марта 2021; на кафедре со дня хиротонии)
8. Иоаким (Биллис), митрополит Прусский (КПЦ, 25 марта 2021; на кафедре со дня хиротонии)
9. Афинагор (Зилиаскопулос), епископ Назианзский, викарий патриарха (КПЦ, 5 июня 2021; на кафедре со дня хиротонии)
10. Антоний (Пухкан), епископ Корсунь-Шевченковский, викарий Черкасской епархии (РПЦ, 6 июня 2021; на кафедре со дня хиротонии)
11. Паисий (Шинкарёв), архиепископ Константиновский, викарий Киевской епархии (РПЦ, 13 июня 2021; на кафедре со дня хиротонии)
12. Герасим (Элиэл), епископ Фортуортский, викарий Южной епархии (ПЦА, 29 июня 2021; на кафедре со дня хиротонии)
13. Амвросий (Куцуридис), епископ Аргиропульский, викарий Германской митрополии (КПЦ, 3 июля 2021; на кафедре со дня хиротонии)
14. Иерофей (Петрович), епископ Шабацкий (СПЦ, 4 июля 2021; на кафедре с 21 мая 2022)
15. Димитрий (Плумис), митрополит Галльский (КПЦ, 25 июля 2021; на кафедре со дня хиротонии)
16. Агафон (Опанасенко), епископ Коктебельский, викарий Феодосийской епархии (РПЦ, 28 августа 2021; на кафедре со дня хиротонии)
17. Иустин (Еремич), епископ Западноевропейский (СПЦ, 12 сентября 2021; на кафедре с 21 мая 2022)
18. Дамаскин (Грабеж), епископ Мохачский, викарий Бачской епархии (СПЦ, 19 сентября 2021; на кафедре со дня хиротонии)
19. Михаил (Диловский), епископ Константийский, викарий Ловчанской митрополии (БПЦ, 26 сентября 2021; на кафедре со дня хиротонии)
20. Савва (Бундало), епископ Марчанский, викарий Баня-Лукской епархии (СПЦ, 3 октября 2021; на кафедре со дня хиротонии)
21. Платон (Крикрис), митрополит Лангадасский, Литиский и Рендинский (ЭПЦ, 9 октября 2021; на кафедре со дня хиротонии)[25]
22. Иоанн (Станоевич), епископ Хумский, викарий Дюссельдорфской и всей Германии епархии (СПЦ, 10 октября 2021; на кафедре со дня хиротонии)
23. Каллиник (Георгатос), митрополит Касторийский (ЭПЦ, 10 октября 2021; на кафедре со дня хиротонии)[25]
24. Герасим (Шевцов), архиепископ Владикавказский и Аланский (РПЦ, 14 октября 2021; на кафедре со дня хиротонии)
25. Варфоломей (Антониу), митрополит Полианийский и Килкисийский (ЭПЦ, 16 октября 2021; на кафедре со дня хиротонии)[25]
26. Григорий (Папатомас), митрополит Перистерийский (ЭПЦ, 17 октября 2021; на кафедре со дня хиротонии)
27. Амфилохий (Русакис), митрополит Фирский, Аморгосский и Островов (ЭПЦ, 18 октября 2021; на кафедре со дня хиротонии)
28. Пахомий (Лозанов), митрополит Видинский (БПЦ, 19 октября 2021; на кафедре с 9 февраля 2025)
29. Кириак (Михаил), хорепископ Мельбурнский (КПЦ, 13 ноября 2021; на кафедре с 17 июля 2024)
30. Христодул (Иконому), епископ Магнесийский, викарий Австралийской архиепископии (КПЦ, 14 ноября 2021; на кафедре со дня хиротонии)
31. Евмений (Василопулос), хорепископ Хорский (КПЦ, 20 ноября 2021; на кафедре с 17 июля 2024)
32. Арсений (Дахдал), епископ Иерапольский, викарий патриарха Антиохийского (Антиох. ПЦ, 20 ноября 2021; на кафедре со дня хиротонии)
33. Варфоломей (Анастасиадис), хорепископ Брисбенский (КПЦ, 21 ноября 2021; на кафедре с 17 июля 2024)
34. Иов (Бандман), епископ Штутгартский, викарий Берлинской епархии (РПЦ, 10 декабря 2021; на кафедре со дня хиротонии)
35. Моисей (Аль-Хаси), епископ Ларисский, викарий патриарха Антиохийского (Антиох. ПЦ, 18 декабря 2021; на кафедре со дня хиротонии)

### Хиротонии 2022 года
1. Алексий (Овсянников), епископ Джанкойский и Раздольненский (РПЦ, 2 января 2022; на кафедре со дня хиротонии)
2. Сергий (Раяполви), епископ Хаминский, викарий Хельсинкской митрополии (КПЦ, 16 января 2022 года; на кафедре со дня хиротонии)
3. Косма (Таситис), епископ Константианский, викарий Катангской митрополии (Алекс. ПЦ, 30 января 2022; на кафедре со дня хиротонии)
4. Харитон (Мусунгаи), митрополит Канангский (Алекс. ПЦ, 2 февраля 2022; на кафедре со дня хиротонии)
5. Фемистокл (Адамопулос), епископ Никопольский, викарий Гвинейской митрополии (Алекс. ПЦ, 6 февраля 2022; на кафедре со дня хиротонии)
6. Нектарий (Кабуйе), епископ Гулуский и Северной Уганды (Алекс. ПЦ, 12 февраля 2022; на кафедре со дня хиротонии)
7. Феогност (Бодоряк), епископ Черновицкий и Буковинский (ПЦУ, 13 февраля 2022; на кафедре с 2 февраля 2024)
8. Никодим (Тоткас), митрополит Нигерийский (Алекс. ПЦ, 17 февраля 2022; на кафедре с 15 февраля 2024)
9. Хризостом (Майдонис), епископ Букобский (Алекс. ПЦ, 20 февраля 2022; на кафедре со дня хиротонии)
10. Григорий (Цуцулис), епископ Абидский, викарий Буэнос-Айресской митрополии (КПЦ, 20 марта 2022 года; на кафедре со дня хиротонии)
11. Евфимий (Моисеев), епископ Луховицкий, викарий патриаршего экзархата Африки (РПЦ, 20 марта 2022; на кафедре с 24 октября 2024)
12. Иннокентий (Фролов), епископ Николаевский и Богородский (РПЦ, 7 апреля 2022; на кафедре со дня хиротонии)
13. Варфоломей (Денисов), епископ Балаковский и Николаевский (РПЦ, 17 апреля 2022; на кафедре со дня хиротонии)
14. Игнатий (Сидоренко), епископ Актюбинский и Кызылординский (РПЦ, 1 мая 2022; на кафедре со дня хиротонии)
15. Клавдиан (Поляков), епископ Талдыкорганский, викарий Астанайской епархии (РПЦ, 6 мая 2022; на кафедре со дня хиротонии)
16. Клеопа (Мигаеси), епископ Новоселицкий, викарий Черновицко-Буковинской епархии (РПЦ, 15 мая 2022; на кафедре со дня хиротонии)
17. Феодосий (Минтенко), епископ Городищенский, викарий Шепетовской епархии (РПЦ, 16 мая 2022; на кафедре со дня хиротонии)
18. Георгий (Войтович), епископ Пинский и Лунинецкий (РПЦ, 2 июня 2022; на кафедре со дня хиротонии)
19. Антоний (Фирлей), епископ Черниговский и Нежинский (ПЦУ, 2 июня 2022; на кафедре с 2 февраля 2023)
20. Евсевий (Тюхлов), епископ Друцкий, викарий Витебской епархии (РПЦ, 5 июня 2022; на кафедре с 13 октября 2022)
21. Макарий (Чакыров), епископ Главиницкий, викарий Русенской митрополии (БПЦ, 26 июня 2022; на кафедре со дня хиротонии)
22. Паисий (Коккинакис), епископ Ксантупольский, викарий патриарха (КПЦ, 3 июля 2022; на кафедре со дня хиротонии)
23. Вениамин (Величко), епископ Скадовский, викарий Херсонской епархии (РПЦ, 18 июля 2022; на кафедре со дня хиротонии)
24. Кирилл (Зинковский), епископ Сергиево-Посадский и Дмитровский (РПЦ, 21 сентября 2022; на кафедре с 24 августа 2023)
25. Никифор (Евстафиу), митрополит Гортинский и Мегалопольский (ЭПЦ, 8 октября 2022; на кафедре со дня хиротонии)
26. Дамаскин (Киаметис), митрополит Этолийский и Акарнанийский (ЭПЦ, 9 октября 2022; на кафедре со дня хиротонии)
27. Константин (Моралис), митрополит Денверский (КПЦ, 15 октября 2022; на кафедре с 17 мая 2024)
28. Дорофей (Папарис), митрополит Драмский (ЭПЦ, 16 октября 2022; на кафедре со дня хиротонии)[25]
29. Мефодий (Вернидакис), епископ Кносский, викарий Критской архиепископии (КПЦ, 5 ноября 2022; на кафедре со дня хиротонии)
30. Павел (Белокрылов), епископ Сарапульский и Можгинский (РПЦ, 6 ноября 2022; на кафедре со дня хиротонии)
31. Алексий (Богичевич), епископ Хвостанский, викарий патриарха Сербского (СПЦ, 13 ноября 2022; на кафедре со дня хиротонии)
32. Иларион (Лупулович), епископ Новобрдский, викарий патриарха Сербского (СПЦ, 20 ноября 2022; на кафедре со дня хиротонии)
33. Иоанн (Терновецкий), епископ Изюмский и Купянский (РПЦ, 27 ноября 2022; на кафедре со дня хиротонии)
34. Петр (Прутяну), епископ Кафский, викарий патриаршего экзарха Западной Европы (РПЦ, 27 ноября 2022; на кафедре со дня хиротонии)
35. Нектарий (Самарджич), епископ Британско-Ирландский (СПЦ, 27 ноября 2022; на кафедре с 18 мая 2024)
36. Хрисанф (Коноплёв), епископ Чимкентский и Туркестанский (РПЦ, 2 декабря 2022; на кафедре со дня хиротонии)
37. Георгий (Андонопулос), епископ Кратейский, викарий Италийской митрополии (КПЦ, 4 декабря 2022; на кафедре со дня хиротонии)
38. Никита (Сторожук), епископ Ивано-Франковский и Коломыйский (РПЦ, 4 декабря 2022; на кафедре со дня хиротонии)
39. Дионисий (Папавасилиу), епископ Котиайский, викарий Италийской митрополии (КПЦ, 6 декабря 2022; на кафедре со дня хиротонии)
40. Афинагор (Фазиоло), епископ Фермонский, викарий Италийской митрополии (КПЦ, 8 декабря 2022; на кафедре со дня хиротонии)
41. Роман (Аль-Ханнат), епископ Селевкийский, викарий патриарха Антиохийского (Антиох. ПЦ, 10 декабря 2022; на кафедре со дня хиротонии)
42. Иаков (Галандзовский), епископ Дрогобычский, викарий Львовской епархии (РПЦ, 11 декабря 2022; на кафедре со дня хиротонии)
43. Досифей (Радивоевич), епископ Липлянский, викарий патриарха Сербского (СПЦ, 11 декабря 2022; на кафедре со дня хиротонии)
44. Иларий (Гаврилец), епископ Свалявский, викарий Мукачевской епархии (РПЦ, 13 декабря 2022; на кафедре со дня хиротонии)
45. Хризостом (Ксинос), епископ Вереникский (Алекс. ПЦ, 18 декабря 2022; на кафедре со дня хиротонии)
46. Петр (Богданович), епископ Топличский, викарий патриарха Сербского (СПЦ, 18 декабря 2022; на кафедре со дня хиротонии)
47. Константин (Мануйлов), епископ Братский и Усть-Илимский (РПЦ, 19 декабря 2022; на кафедре со дня хиротонии)
48. Дионисий (Шумилин), епископ Россошанский и Острогожский (РПЦ, 25 декабря 2022; на кафедре со дня хиротонии)

### Хиротонии 2023 года
1. Вениамин (Волощук), епископ Боярский, викарий Киевской епархии (РПЦ, 3 января 2023; на кафедре со дня хиротонии)
2. Аркадий (Демченко), епископ Гостомельский, викарий Киевской епархии (РПЦ, 4 января 2023; на кафедре со дня хиротонии)
3. Панарет (Кимани), епископ Ньерийский и Кенийских Гор (Алекс. ПЦ, 15 января 2023; на кафедре со дня хиротонии)
4. Геронтий (Чюпе), епископ Хунедоарский, викарий Девской и Хунедоарской епископии (Рум. ПЦ, 19 февраля 2023; на кафедре со дня хиротонии)
5. Ефрем (Хомяк), епископ Васильковский, викарий Киевской епархии (ПЦУ, 26 февраля 2023; на кафедре со дня хиротонии)
6. Тихик (Врионис), митрополит, бывший Пафский (Кипр. ПЦ, 12 марта 2023; на покое с 22 мая 2025)
7. Вениамин (Рудый), епископ Талгарский, викарий Астанайской епархии (РПЦ, 30 апреля 2023; на кафедре со дня хиротонии)
8. Исаак (Бояджийский), епископ Вельбуждский, викарий Патриарха Болгарского (БПЦ, 10 июня 2023; на кафедре со дня хиротонии)
9. Паисий (Теодореску), епископ Синаитский, викарий патриарха Румынского (Рум. ПЦ, 20 июля 2023; на кафедре со дня хиротонии)
10. Феофан (Коя), епископ Филомилийский, управляющий Албанской епархией в Америке (КПЦ, 25 июля 2023; на кафедре со дня хиротонии)
11. Иоанн (Липшанс), епископ Валмиерский, викарий Рижской епархии (РПЦ, 13 августа 2023; на кафедре со дня хиротонии[46])
12. Нектарий (Петре), епископ Ирландский и Исландский (Рум. ПЦ, 16 сентября 2023; на кафедре с 25 октября 2024)
13. Никодим (Престон), епископ Бостонский, Ново-Английский и Албанский (ПЦА, 16 сентября 2023; на кафедре со дня хиротонии)
14. Вианор (Иванов), епископ Уральский и Атырауский (РПЦ, 21 сентября 2023; на кафедре со дня хиротонии)
15. Феодосий (Нестеров), епископ Ноябрьский, викарий Салехардской епархии (РПЦ, 27 сентября 2023 года; на кафедре со дня хиротонии)
16. Никандр (Пилишин), митрополит Владимирский и Суздальский (РПЦ, 18 октября 2023; на кафедре с 27 декабря 2024)
17. Серапион (Михалакис), митрополит Парамитийский, Фильятеский, Гиромерийский и Паргаский (ЭПЦ, 21 октября 2023; на кафедре со дня хиротонии)[25]
18. Ириней (Лафцис), митрополит Флоринский, Преспийский и Эордейский (ЭПЦ, 22 октября 2023; на кафедре со дня хиротонии)[25]
19. Пантелеимон (Бердников), епископ Бикинский, викарий Хабаровской епархии (РПЦ, 22 октября 2023; на кафедре со дня хиротонии)
20. Филарет (Кузмин), епископ Кэприянский, викарий Кишиневской епархии (РПЦ, 22 октября 2023; на кафедре со дня хиротонии)
21. Феофил (Мадзабракос), епископ Лакедемонский, викарий Монемвасийской и Спартской митрополии (ЭПЦ, 23 октября 2023; на кафедре со дня хиротонии)
22. Никодим (Евстафиу), епископ Скопельский, викарий Халкидской митрополии (ЭПЦ, 26 октября 2023; на кафедре со дня хиротонии)
23. Епифаний (Карагеоргос), митрополит Мантинейский и Кинурийский (ЭПЦ, 29 октября 2023; на кафедре с 4 октября 2024)
24. Христофор (Ангелопулос), епископ Амфипольский, викарий Сервийской и Козанской митрополии (ЭПЦ, 30 октября 2023; на кафедре со дня хиротонии)[25]
25. Игнатий (Сотириадис), епископ Салонский, викарий предстоятеля (ЭПЦ, 3 ноября 2023; на кафедре со дня хиротонии)
26. Алексий (Псоинос), епископ Ставропигийский, викарий Афинской архиепископии (ЭПЦ, 4 ноября 2023; на кафедре со дня хиротонии)
27. Нектарий (Милионис), епископ Фотикийский, викарий Афинской архиепископии (ЭПЦ, 5 ноября 2023; на кафедре со дня хиротонии)
28. Арсений (Пожарный), епископ Богуславский, викарий Киевской епархии (ПЦУ, 8 ноября 2023; на кафедре со дня хиротонии)
29. Павел (Кицос), епископ Феспионский, викарий Афинской архиепископии (ЭПЦ, 9 ноября 2023; на кафедре со дня хиротонии)
30. Апостол (Кавалиотис), епископ Танагрский, викарий предстоятеля (ЭПЦ, 11 ноября 2023; на кафедре со дня хиротонии)
31. Нектарий (Параскевакос), епископ Кариупольский, викарий Афинской архиепископии (ЭПЦ, 12 ноября 2023; на кафедре со дня хиротонии)
32. Венедикт (Черчилль), епископ Хартфордский и Новоанглийский (ПЦА, 2 декабря 2023; на кафедре со дня хиротонии)
33. Антоний (Саад), митрополит Бострский (Авранский) (Антиох. ПЦ, 16 декабря 2023; на кафедре со дня хиротонии)
34. Феодор (Меимарис), митрополит Селевкийский (КПЦ, 25 декабря 2023; на кафедре со дня хиротонии)

### Хиротонии 2024 года
1. Николай (Трайковский), епископ Величский, викарий Преспанско-Пелагонийской митрополии (МПЦ, 21 января 2024; на кафедре со дня хиротонии)
2. Иаков (Андриопулос), митрополит Мексиканский (КПЦ, 2 февраля 2024; на кафедре со дня хиротонии)
3. Авраамий (Лотыш), епископ Бориспольский, викарий Киевской епархии (ПЦУ, 3 февраля 2024; на кафедре со дня хиротонии)
4. Даниил (Леписк), епископ Тартуский, викарий Таллинской епархии (РПЦ, 4 февраля 2024; на кафедре со дня хиротонии)
5. Владимир (Бирюков), епископ Каинский и Барабинский (РПЦ, 15 февраля 2024; на кафедре со дня хиротонии)
6. Ермоген (Корчуков), епископ Туранский, викарий Кызыльской епархии (РПЦ, 18 февраля 2024; на кафедре со дня хиротонии)
7. Исаак (Цапоглу), епископ Бужумбурский и Бурундийский (Алекс. ПЦ, 25 февраля 2024; на кафедре со дня хиротонии)
8. Митрофан (Еврокатов), епископ Нефтекамский и Белебеевский (РПЦ, 1 марта 2024; на кафедре со дня хиротонии)
9. Стефан (Сулимиотис), епископ Гиппонский, викарий папы и патриарха Александрийского и всей Африки (Алекс. ПЦ, 3 марта 2024; на кафедре со дня хиротонии)
10. Поликарп (Диамантопулос), епископ Буниаский и Кисанганский (Алекс. ПЦ, 10 марта 2024; на кафедре со дня хиротонии)
11. Павел (Кривоногов), епископ Троицкий и Южноуральский (РПЦ, 10 марта 2024; на кафедре со дня хиротонии)
12. Алексий (Туриков), епископ Раменский, викарий патриарха Московского и всея Руси (РПЦ, 24 марта 2024; на кафедре со дня хиротонии)
13. Тимофей (Нтумба), епископ Гомский (Алекс. ПЦ, 30 марта 2024; на кафедре со дня хиротонии)
14. Афанасий (Кайембе), епископ Бенинский и Тоголезский (Алекс. ПЦ, 31 марта 2024; на кафедре со дня хиротонии)
15. Филарет (Тихонов), епископ Колпашевский и Стрежевский (РПЦ, 31 марта 2024; на кафедре со дня хиротонии)
16. Константин (Мбонабинги), епископ Джубский и Южно-Суданский (Алекс. ПЦ, 7 апреля 2024; на кафедре со дня хиротонии)
17. Николай (Рошка), епископ Чадыр-Лунгский, викарий Кагульской епархии (РПЦ, 7 апреля 2024; на кафедре со дня хиротонии)
18. Нектарий (Папазафиропулос), епископ Диоклийский, викарий Американской архиепископии (КПЦ, 13 апреля 2024; на кафедре со дня хиротонии)
19. Петр (Зобов), епископ Кудымкарский и Верещагинский (РПЦ, 14 апреля 2024; на кафедре со дня хиротонии)
20. Антоний (Аврамопулос), епископ Синадский, викарий Американской архиепископии (КПЦ, 20 апреля 2024; на кафедре со дня хиротонии)
21. Алипий (Цушко), епископ Тарутинский, викарий Одесской епархии (РПЦ, 20 апреля 2024; на кафедре со дня хиротонии)
22. Авксентий (Абражей), епископ Несвижский, викарий патриаршего экзарха всея Белоруссии (РПЦ, 21 апреля 2024; на кафедре со дня хиротонии)
23. Климент (Шмигельский), епископ Боровский, викарий Киевской епархии (РПЦ, 21 апреля 2024; на кафедре со дня хиротонии)
24. Патрокл (Поромбак), епископ Дондюшенский, викарий Единецкой епархии (РПЦ, 21 апреля 2024; на кафедре со дня хиротонии)
25. Матфей (Орешков), епископ Никопольский, викарий Великотырновской митрополии (БПЦ, 27 апреля 2024; на кафедре со дня хиротонии)
26. Серафим (Пасанаев), епископ Минусинский и Курагинский (РПЦ, 28 апреля 2024; на кафедре со дня хиротонии)
27. Алексий (Смирнов), епископ Бакинский и Азербайджанский (РПЦ, 13 июня 2024; на кафедре со дня хиротонии)
28. Феодосий (Шитов), епископ Алатырский и Порецкий (РПЦ, 16 июня 2024; на кафедре со дня хиротонии)
29. Мелетий (Кисняшкин), епископ Ардатовский и Атяшевский (РПЦ, 11 июля 2024; на кафедре со дня хиротонии)
30. Макарий (Муминов), епископ Нерчинский и Краснокаменский (РПЦ, 12 июля 2024; на кафедре со дня хиротонии)
31. Мефодий (Зинковский), епископ Егорьевский, викарий патриарха Московского и всея Руси (РПЦ, 16 июля 2024; на кафедре со дня хиротонии)
32. Савва (Лесных), епископ Армавирский и Лабинский (РПЦ, 21 июля 2024; на кафедре со дня хиротонии)
33. Вячеслав (Сорокин),  епископ Канский и Богучанский (РПЦ, 1 августа 2024; на кафедре со дня хиротонии)
34. Феогност (Ильницкий), епископ Щигровский и Мантуровский (РПЦ, 19 августа 2024; на кафедре с 24 октября 2024)
35. Гавриил (Мельников), епископ Набережночелнинский и Елабужский (РПЦ, 1 сентября 2024; на кафедре со дня хиротонии)
36. Никон (Цветичанин), епископ Енопольский, викарий патриарха Сербского (СПЦ, 1 сентября 2024; на кафедре со дня хиротонии)
37. Михаил (Малаханов), епископ Югорский и Няганский(РПЦ, 6 сентября 2024; на кафедре со дня хиротонии)
38. Макарий (Ющенко), епископ Горноалтайский и Чемальский (РПЦ, 8 сентября 2024; на кафедре со дня хиротонии)
39. Тихон (Ракичевич), епископ Моравичский, викарий патриарха Сербского (СПЦ, 8 сентября 2024; на кафедре со дня хиротонии)
40. Мелетий (Спасов), епископ Знепольский, викарий Патриарха Болгарского (БПЦ, 15 сентября 2024; на кафедре со дня хиротонии)
41. Паисий (Джеркович), епископ Диоклийский, викарий Черногорско-Приморской митрополии (СПЦ, 22 сентября 2024; на кафедре со дня хиротонии)
42. Нифонт (Капояннис), епископ Ахелский, викарий Пирейской митрополии (ЭПЦ, 5 октября 2024; на кафедре со дня хиротонии)
43. Осия (Пата Туктук), епископ Сасимский, викарий Мексиканской митрополии (КПЦ, 13 октября 2024; на кафедре со дня хиротонии)
44. Серафим (Балтич), епископ Костайницкий, викарий Новограчаницкой и Среднезападноамериканской епархии (СПЦ, 13 октября 2024; на кафедре со дня хиротонии)
45. Стефан (Деврелис), епископ Алмопский, викарий Эдесской, Пеллской и Алмопийской митрополии (ЭПЦ, 15 октября 2024; на кафедре со дня хиротонии)[25]
46. Софроний (Гуцинис), епископ Полистильский, викарий Ксантийской и Перифеорийской митрополии (ЭПЦ, 19 октября 2024; на кафедре со дня хиротонии)[25]
47. Анастасий (Бедников), епископ Овидиопольский, викарий Одесской епархии (РПЦ, 27 октября 2024; на кафедре со дня хиротонии)
48. Серафим (Кадубянский), епископ Нововоронцовский, викарий Новокаховской епархии (РПЦ, 30 октября 2024; на кафедре со дня хиротонии)
49. Максим (Рудько), епископ Аристийский, викарий Австрийской митрополии (КПЦ, 10 ноября 2024; на кафедре со дня хиротонии)
50. Николай (Пашков), епископ Георгиевский и Прасковейский (РПЦ, 18 ноября 2024; на кафедре со дня хиротонии)
51. Сергий (Зайчиков), епископ Алапаевский и Ирбитский (РПЦ, 2 декабря 2024; на кафедре со дня хиротонии)
52. Серафим (Лопухов), епископ Ейский и Тимашевский (РПЦ, 8 декабря 2024; на кафедре со дня хиротонии)
53. Климент (Страхилов), епископ Левкийский, викарий Епархии в США, Канаде и Австралии (БПЦ, 15 декабря 2024; на кафедре со дня хиротонии)
54. Анастасий (Мамай), епископ Круйский, викарий Тиранской архиепископии (Алб. ПЦ, 15 декабря 2024; на кафедре со дня хиротонии)
55. Богослов (Димитров), епископ Маркианопольский, викарий Старозагорской епархии (БПЦ, 22 декабря 2024; на кафедре со дня хиротонии)
56. Иов (Похивка), епископ Кицманский, викарий Черновицко-Буковинской епархии (РПЦ, 29 декабря 2024; на кафедре со дня хиротонии)

### Хиротонии 2025 года
1. Пантелеимон (Мельник), епископ Батуринский, викарий Нежинской епархии (РПЦ, 8 января 2025; на кафедре со дня хиротонии)
2. Филарет (Волошин), епископ Барышевский, викарий Бориспольской епархии (РПЦ, 9 января 2025; на кафедре со дня хиротонии)
3. Дамаскин (Олкинуора), епископ Хаапсалуский, викарий Таллинской митрополии (КПЦ, 12 января 2025; на кафедре со дня хиротонии)
4. Антоний (Подоровский), епископ Сызранский и Шигонский (РПЦ, 15 февраля 2025; на кафедре со дня хиротонии)
5. Нектарий (Клинчи), епископ Богданийский, викарий Кишинёвской архиепископии (Рум.ПЦ, 16 февраля 2025; на кафедре со дня хиротонии)
6. Макарий (Комогоров), епископ Козельский и Людиновский (РПЦ, 2 марта 2025; на кафедре с 15 мая 2025)
7. Ириней (Таманини), епископ Тропейский, викарий Буэнос-Айресской митрополии (КПЦ, 8 марта 2025; на кафедре со дня хиротонии)
8. Мелетий (Каркангелис), епископ Зелский, викарий Буэнос-Айресской митрополии (КПЦ, 9 марта 2025; на кафедре со дня хиротонии)
9. Марк (Куштан), епископ Раховский, викарий Хустской епархии (РПЦ, 30 марта 2025; на кафедре со дня хиротонии)
10. Иларион (Карандеев), епископ Феодосийский и Керчинский (РПЦ, 13 апреля 2025; на кафедре со дня хиротонии)
11. Софроний (Семёнов), епископ Нарьян-Марский и Мезенский (РПЦ, 11 мая 2025; на кафедре со дня хиротонии)
12. Иоасаф (Вишняков), епископ Славгородский и Каменский (РПЦ, 29 мая 2025; на кафедре со дня хиротонии)
13. Фанурий (Толиотис), епископ Тианский, викарий Швейцарской митрополии (КПЦ, 14 июня 2025; на кафедре со дня хиротонии)
14. Иоанн (Пешев), епископ Браницкий, викарий Софийской митрополии (БПЦ, 1 июля 2025; на кафедре со дня хиротонии)
15. Амвросий (Марченко),  епископ Грозненский и Сунженский (РПЦ, 6 июля 2025; на кафедре со дня хиротонии)
16. Василий (Савов), епископ Драговицкий, игумен Троянского монастыря (БПЦ, 6 июля 2025; на кафедре со дня хиротонии)
17. Авель (Пивоваров), епископ Губкинский и Грайворонский (РПЦ, 11 июля 2025; на кафедре со дня хиротонии)
18. Георгий (Гёргевский), митрополит Дебарский и Кичевский (МПЦ, 13 июля 2025; на кафедре со дня хиротонии)
19. Феофил (Анэстэсоае), епископ Тротушанский, викарий Романской и Бакэуской архиепископии (Рум.ПЦ, 20 июля 2025; на кафедре со дня хиротонии)
20. Василий (Пермяков), епископ Сан-Францисский и Западный (ПЦА, 16 августа 2025; на кафедре со дня хиротонии)
21. Кирилл (Умрилов), епископ Отрадненский и Похвистневский (РПЦ, 19 августа 2025; на кафедре со дня хиротонии)

## Избранные в архиереи
1. Димитрий (Тетруашвили), архимандрит, избран епископом Кахским и Курмухским (ГПЦ, 3 июля 2014; хиротония отложена)
2. Александр (Беля), архимандрит, избран епископом Никопольским, викарием Американской архиепископии (КПЦ, 15 июня 2022[47]; хиротония отложена)
3. Христодул (Коцифис), архимандрит, избран епископом Астерийским, викарием Кесарьянской, Виронской и Имиттской митрополии (ЭПЦ, 4 октября 2024; хиротония отложена)
4. Самуил (Кристя), архимандрит, избран епископом Бистрицким, викарием Вадской, Фелякской и Клужской архиепископии (Рум.ПЦ, 2 июля 2025)
5. Иоанн (Железов), архимандрит, избран епископом Бронницким, викарием патриарха Московского и всея Руси (РПЦ, избран 24 июля 2025)
6. Исаакий (Иванов), архимандрит, избран епископом Касимовским и Сасовским (РПЦ, избран 24 июля 2025)
7. Силуан (Конев), архимандрит, избран епископом Ржевским и Торопецким (РПЦ, избран 24 июля 2025)

## Бывшие архиереи
1. Христофор (Цамалаидзе), бывший митрополит Урбнисский и Руисский (ГПЦ, 19 августа 1979; повторно запрещён в служении 15 августа 1995, в юрисдикции Церкви ИПХ Греции)
2. Феодор, бывший епископ Эворский и Сетубальский (ППЦ, 30 сентября 1984[48]; 8 августа 2001 года отлучён от церкви)
3. Серафим (Сторхейм), бывший архиепископ Оттавский и Канадский (ПЦА, 13 июня 1987; на покое с 20 сентября 2010; лишён сана 23 октября 2015)
4. Никифор (Балтадзис), бывший архиепископ Аскалонский (ИПЦ, 13 марта 1988; 18 октября 1994 лишён сана, но 10 апреля 2006 восстановлен в архиерействе и 11 мая 2006 назначен архиепископом Аскалонским; 15 декабря 2014 повторно лишён сана)
5. Георгий (Абу-Захам), бывший митрополит Хомсский (Эмесский) (Антиох. ПЦ, 26 октября 1988; на покое c 31 марта 2023 и лишён сана с оставлением в монашестве 25 апреля 2023)
6. Иосиф (аз-Зехлауи), бывший архиепископ Нью-Йоркский, митрополит Северо-Американский (Антиох. ПЦ, 30 июня 1991; на покое с 17 октября 2022; лишён сана и монашества 14 марта 2024)
7. Иоанн (Рибейру), бывший митрополит Лиссабонский (ППЦ, 14 декабря 1991; 8 августа 2001 года отлучён от церкви)
8. Василий (Осборн), бывший епископ Амфипольский, викарий Западноевропейского экзархата русских приходов (КПЦ, 7 марта 1993[22]; лишён сана и монашества 12 февраля 2010)
9. Иоасаф (Шибаев), бывший митрополит Белгородский и Обоянский (ПЦУ, 19 февраля 1995[35], сооснователь возобновлённой УПЦ КП, исключен из состава епископата ПЦУ 24 июня 2019, лишён сана 23 мая 2022)
10. Паисий (Лулургас), бывший митрополит Тианский (КПЦ, 11 апреля 1998[49]; лишён сана 27 марта 2012)
11. Ириней (Дувля), бывший епископ Диарборн-Хайтский, викарий Румынской епархии (ПЦА, 2 ноября 2002; лишён сана 21 июня 2017)
12. Игнатий (Пунин), бывший епископ Минусинский и Курагинский (РПЦ, 7 июля 2005; на покое с 12 марта 2024; лишён сана 25 июля 2024)
13. Филарет (Панку), бывший епископ Белгород-Днестровский (ПЦУ, 31 июля 2005[35], 3 февраля 2020 вновь присоединился к УПЦ КП с титулом «Фалештский и Восточно-Молдовский», исключен из состава епископата ПЦУ 9 июля 2020, лишён сана 23 мая 2022)
14. Петр (Москалёв), бывший епископ Валуйский, викарий Белгородской епархии (ПЦУ, 13 декабря 2008[35], сооснователь возобновлённой УПЦ КП, исключен из состава епископата ПЦУ 24 июня 2019, лишён сана 23 мая 2022)
15. Флавиан (Митрофанов), бывший епископ Череповецкий и Белозерский (РПЦ, 23 ноября 2014, на покое с 25 августа 2020, запрещён в священнослужении с 8 декабря 2020, лишён сана 29 декабря 2020)